# Steven Patrick Morrissey
Steven Patrick Morrissey (22 de maig de 1959 a Davyhulme, Manchester, Anglaterra), és un cantant i compositor britànic que utilitza com a nom artístic el seu cognom, Morrissey.
Nascut al si d'una família irlandesa obrera, Morrissey va créixer a Manchester. Des de petit va desenvolupar un amor per la literatura, el realisme "kitchen sink" i la música popular. Involucrat en l'escena del punk rock de Manchester durant la dècada de 1970, va liderar el grup Nosebleeds, amb poc èxit. Començant una carrera en periodisme musical, va escriure diversos llibres sobre música i cinema a principis dels vuitanta. Amb Johnny Marr va establir els Smiths en 1982, i aviat va atreure el reconeixement nacional pel seu àlbum de debut homònim. Com a líder del grup, Morrissey va atreure l'atenció tant per la seva lletra enginyosa i sardònica com pel seu aspecte idiosincràtic; evitant deliberadament el masclisme del rock, va conrear l'estètica d'un eclèctic social que va evitar les drogues i va abraçar el celibat. Els Smith van llançar tres àlbums addicionals -incloent l'aclamat per la crítica Meat Is Murder i The Queen Is Dead- i van tenir una cadena de singles d'èxit. Malgrat el seu gran èxit al Regne Unit, la banda es va dissoldre l'any 1987 per desavinences entre els seus membres. A partir d'aquell moment Morrissey va iniciar la seva carrera en solitari amb l'edició de l'àlbum Viva Hate el 1988, assolint la primera posició a les llistes britàniques.

## Carrera en solitari

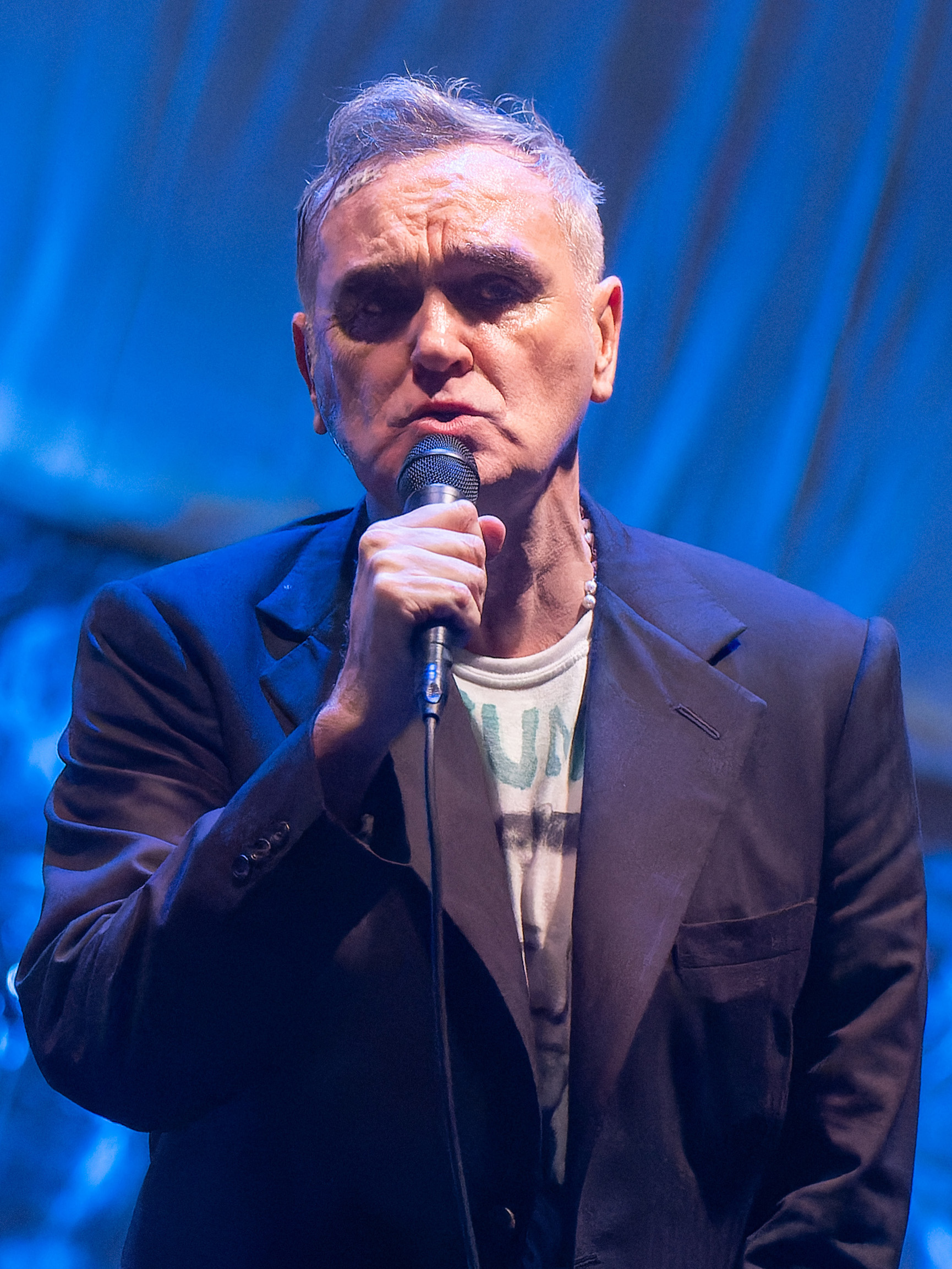

El 1988, Morrissey va llançar la seva carrera en solitari amb "Viva Hate". Aquest àlbum i els seus seguiments —"Kill Uncle" (1991), "Your Arsenal" (1992) i "Vauxhall and I" (1994)— van sortir bé a la llista d'àlbums del Regne Unit i van generar diversos senzills d'èxit. Va assumir Alain Whyte i Boz Boorer com a coautors principals per substituir Marr. Durant aquest temps, la seva imatge va començar a canviar a la d'una figura més corpulenta que jugava amb imatges patriòtiques i masclisme obrer. A mitjans i finals de la dècada de 1990, els seus àlbums "Southpaw Grammar" (1995) i "Malajusted" (1997) també es van classificar, però van ser menys ben rebuts. Es va traslladar a Los Angeles, es va fer una pausa musical del 1998 al 2003 abans de publicar un àlbum de remuntada amb èxit, "You Are the Quarry", el 2004. Els anys següents van veure el llançament dels àlbums "Ringleader of the Tormentors" (2006), "Years of Refusal" (2009), "World Peace Is Noe of Your Business" (2014), "Low in High School" (2017), "California Son" (2019) i "I Am Not a Dog on a Chain" (2020), així com la seva autobiografia i la seva novel·la debut, "List of the Lost" (2015).
Molt influent, Morrissey ha estat reconegut com una figura fonamental en l'aparició de lindie pop, indie rock i britpop. En una enquesta de 2006 per a la BBC's Culture Show, Morrissey va ser votat com la segona icona cultural britànica més gran. El seu treball ha estat objecte d'estudi acadèmic. Ha estat una figura controvertida al llarg de la seva carrera musical a causa de les seves opinions franques i la seva naturalesa oberta, recolzant el vegetarianisme i els drets dels animals i criticant la reialesa i polítics destacats. També ha donat suport a l'activisme d'extrema dreta pel que fa a l'herència britànica, i ha defensat una visió particular de la identitat nacional alhora que critica els efectes de la immigració al Regne Unit.

## Joventut
Infància1959–1976
| « | Em vaig perdre en la música a una edat molt primerenca i hi vaig romandre... Em vaig enamorar de les veus que vaig escoltar, tant si eren masculines com femenines. Vaig estimar aquella gent. Realment, realment estimava aquesta gent. Pel que valia, els vaig donar la meva vida. la meva joventut. Més enllà del perímetre de la música pop hi va haver una caiguda a la fi del món. | » |

— Morrissey, 1991.
Steven Patrick Morrissey va néixer el 22 de maig de 1959 al Park Hospital de Davyhulme, Lancashire. Els seus pares, Elizabeth (de soltera Dwyer) i Peter Morrissey, eren catòlics irlandesos que havien emigrat a Manchester des de Dublín amb la seva única germana, la germana gran Jacqueline, un any abans del seu naixement. Morrissey afirma que va rebre el nom de l'actor nord-americà Steve Cochran, encara que en canvi pot haver estat anomenat en honor al germà del seu pare que va morir en la infància, Patrick Steven Morrissey. La seva casa més antiga va ser una casa municipal al número 17 de Harper Street a la zona de Queen's Square d'Hulme, a l'interior de Manchester, des que va ser demolida. Vivint en aquella zona quan era nen, es va veure profundament afectat pels assassinats dels erms (The Moors Murders), en els quals van ser assassinats diversos nens locals; els crims van tenir una impressió duradora en ell i inspirarien la lletra de la cançó de Smiths "Suffer Little Children". També es va adonar del sentiment anti-irlandès de la societat britànica contra els immigrants irlandesos a Gran Bretanya. L'any 1970, després de les "eliminacions dels barris marginals" de les cases de l'època victoriana a Hulme, la família es va traslladar a una altra casa municipal al 384 de King's Road a Stretford.

Després d'una educació primària a l'escola primària de St Wilfred, Morrissey va suspendre l'examen de més d'11 anys i va passar a l'escola moderna de secundària de St Mary, una experiència que va trobar desagradable. Va destacar en l'atletisme, tot i que era un solitari impopular a l'escola. Ha estat crític amb la seva educació formal, afirmant més tard:
| « | "L'educació que vaig rebre va ser bàsicament dolenta i brutal. Tot el que vaig aprendre va ser a no tenir autoestima i a sentir-me avergonyit sense saber per què". | » |

Va deixar l'escola a 1975, sense haver rebut cap títol oficial. Va continuar la seva educació al "Stretford Technical College", on va obtenir tres nivells 0 en literatura anglesa, sociologia i el General Paper. El 1975, va viatjar als Estats Units per visitar una tia que vivia a Staten Island. La relació entre els seus pares va ser tensa, i finalment es van separar el desembre de 1976, amb el seu pare mudant-se de la casa familiar.
La mare de Morrissey era bibliotecària i, va animar l'interès del seu fill per la lectura. Es va interessar per la literatura feminista, i li va agradar especialment l'autor irlandès Oscar Wilde, a qui va arribar a idolatrar. El jove Morrissey era un gran fan de la telenovel·la de televisió "Coronation Street", que se centrava en les comunitats obreres de Manchester; va enviar propostes de guions i arguments a la productora de l'espectacle, ITV Granada, encara que tots van ser rebutjats. També era un fan de A Taste of Honey de Shelagh Delaney i la seva adaptació cinematogràfica de 1961, que era un drama centrat en la vida de la classe treballadora a Salford. Moltes de les seves cançons posteriors citaven directament A Taste of Honey.

De la seva joventut, Morrissey ha dit:
| « | "La música pop va ser tot el que vaig tenir, i estava completament entrellaçada amb la imatge de l'estrella del pop. Recordo sentir que la persona que cantava estava realment amb mi i em va entendre a mi i a la meva situació". | » |

Més tard va revelar que el primer disc que va comprar va ser el senzill de Marianne Faithfull de 1965 "Come and Stay With Me". Es va convertir en un fan del glam rock a la dècada de 1970, gaudint del treball d'artistes anglesos com T. Rex, David Bowie i Roxy Music. També era fan d'artistes americans de glam rock com Sparks, Jobriath i New York Dolls. Va formar un club de fans britànic per a aquest últim, atraient membres a través de petits anuncis a les darreres pàgines de revistes musicals. Va ser a través de l'interès dels New York Dolls per les cantants pop femenines dels anys 60 que Morrissey també va desenvolupar una fascinació per aquests artistes, com Sandie Shaw, Twinkle i Dusty Springfield.

## Primeres bandes i llibres publicats: 1977–1981

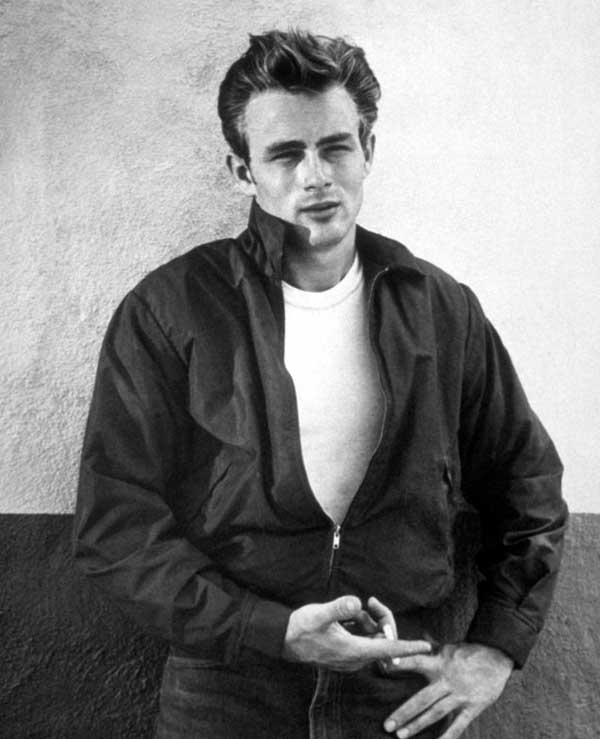
Morrissey va idolatrar l'actor de cinema nord-americà James Dean i va publicar un llibre sobre ell.

Després d'haver deixat l'educació bàsica, Morrissey va continuar amb una sèrie de treballs, com a empleat de la funció pública i després d'Hisenda, com a venedor en una botiga de discos i com a porter d'un hospital, abans d'abandonar la feina i reclamar les prestacions d'atur. Va utilitzar gran part dels diners d'aquests treballs per comprar entrades per a concerts, assistint a actuacions de Talking Heads, els Ramones i Blondie. Va assistir regularment a concerts, amb un interès particular en l'escena de la música alternativa i post-punk. Després d'haver conegut el guitarrista Billy Duffy el novembre de 1977, Morrissey va acceptar convertir-se en el vocalista de la banda punk de Duffy, "The Nosebleeds". Morrissey va co-escriure una sèrie de cançons amb la banda—"Peppermint Heaven", "I Get Nervous" i "I Think I'm Ready for the Electric Chair"—i va actuar amb ells en espais de suport per a Jilted John i després Magazine. La banda aviat es va dissoldre.
Després de la ruptura dels Nosebleeds, Morrissey va seguir a Duffy per unir-se a "Slaughter & the Dogs", substituint breument el cantant original Wayne Barrett. Va gravar quatre cançons amb la banda i van fer una audició per a un contracte discogràfic a Londres. Després que l'audició va fracassar, "Slaughter & the Dogs" es va convertir en Studio Sweethearts, sense Morrissey. Va arribar a ser conegut com una figura menor dins de la comunitat punk de Manchester. El 1981, s'havia convertit en un amic íntim de Linder Sterling, la líder del conjunt punk-jazz Ludus; les seves lletres i l'estil de cantar van influir en ell. A través de Sterling, va conèixer Howard Devoto i Richard Boon. En aquell moment, el millor amic masculí de Morrissey era James Maker; visitaria Maker a Londres o es trobaven a Manchester, on visitaven els bars i clubs gais de la ciutat, en un cas havent d'escapar d'una banda d'agressors gais.
Volent convertir-se en un escriptor professional, Morrissey va considerar una carrera en periodisme musical. Va escriure sovint cartes a la premsa musical i finalment va ser contractat per la publicació setmanal de ressenyes musicals Record Mirror. Va escriure diversos llibres breus per a l'editorial local Babylon Books: el 1981 va publicar un llibret de 24 pàgines que havia escrit sobre els New York Dolls, que va vendre 3.000 còpies. Va ser seguit per "James Dean is Not Dead", sobre l'estrella de cinema nord-americà James Dean. Morrissey havia desenvolupat un amor per Dean i havia cobert el seu dormitori amb imatges de l'estrella de cinema morta.

## Els Smith
Establiment dels Smiths1982–1984
Article principal: The Smiths /https://en.wikipedia.org/wiki/The_Smiths

A l'agost de 1978, Morrissey va ser presentat breument a Johnny Marr, de 14 anys, gràcies a coneguts mutus en un concert de Patti Smith celebrat a l'Apollo Theatre de Manchester. Diversos anys més tard, el maig de 1982, Marr va aparèixer a la porta de la casa de Morrissey, allà per preguntar a Morrissey si estava interessat a cofundar una banda. Marr s'havia impressionat que Morrissey hagués escrit un llibre sobre les New York Dolls, i es va inspirar a presentar-se a la seva porta seguint l'exemple de Jerry Leiber, que havia format la seva associació de treball amb Mike Stoller després de presentar-se a la porta de casa d'aquest últim. Segons Morrissey:
| « | "Ens vam entendre de manera absolutament total. Érem molt semblants en la conducció." | » |

 L'endemà, Morrissey va trucar a Marr per confirmar que estaria interessat a formar una banda amb ell. Steve Pomfret, que havia servit com a primer baixista de la banda, aviat va abandonar la banda, per ser substituït per Dale Hibbert. Al voltant de l'època de la formació de la banda, Morrissey va decidir que seria conegut públicament només pel seu cognom, amb Marr referint-se a ell com "Mozzer" o "Moz". El 1983, va prohibir als que l'envoltaven utilitzar el nom "Steven", que menyspreava. Morrissey també va ser responsable d'escollir el nom de la banda de "The Smiths", més tard va informar a un entrevistador que "era el nom més normal i vaig pensar que era hora que la gent normal del món mostrés les seves cares".
A més de desenvolupar les seves pròpies cançons, també van desenvolupar una versió de "I Want a Boy for My Birthday" dels Cookies, que reflecteix el seu desig deliberat de transgredir les normes establertes de gènere i sexualitat en el rock d'una manera inspirada en els New York Dolls. L'agost de 1982, van gravar la seva primera demo als Estudis Decibel de Manchester, i Morrissey va portar la gravació de la demostració a Factory Records, però no els interessava. A finals de l'estiu de 1982, Mike Joyce va ser adoptat com a bateria de la banda després d'una audició reeixida. A l'octubre de 1982, van donar la seva primera actuació pública, com a suport de "Blue Rondo à la Turk (band)" al The Ritz de Manchester. Hibbert, però, no estava content amb el que percebia com l'estètica gai de la banda; al seu torn, Morrissey i Marr estaven descontents amb el seu baix, per la qual cosa va ser eliminat de la banda i substituït pel vell amic de l'escola de Marr, Andy Rourke.

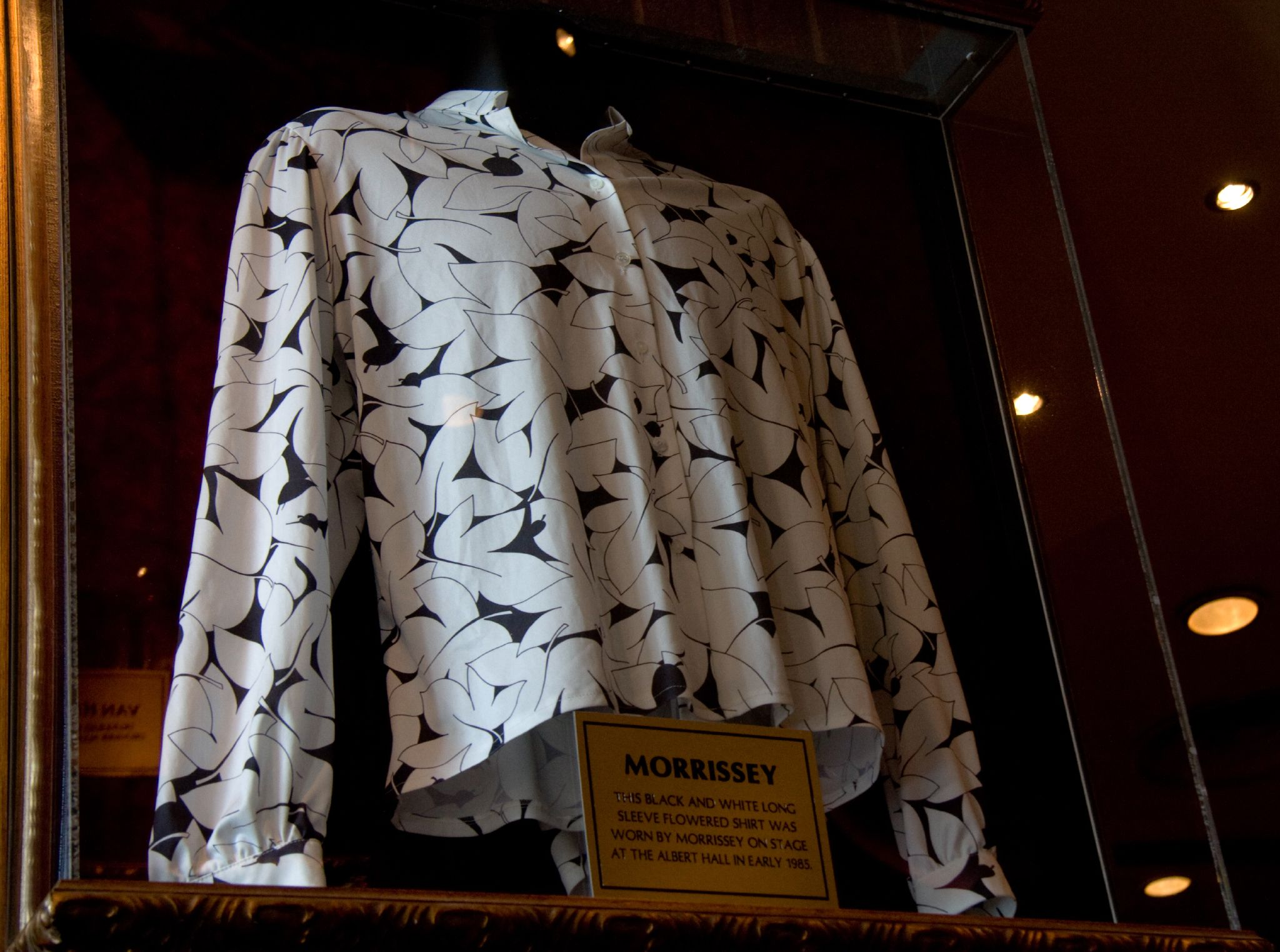
Una samarreta típica que Morrissey va lluir a l'escenari als anys 80, exposada al Hard Rock Café de Barcelona

Després que la companyia discogràfica EMI els va rebutjar, Morrissey i Marr van visitar Londres per lliurar un casset dels seus enregistraments a Geoff Travis del segell discogràfic independent "Rough Trade Records". Encara que no els va signar un contracte immediatament, va acceptar tallar la seva cançó "Hand in Glove" com a senzill. Morrissey va triar un disseny de portada homoeròtic en forma d'una fotografia de Jim French. Va ser llançat el maig de 1983. Va ser defensat pel DJ John Peel, com tots els seus senzills posteriors, però no va arribar a les llistes. "Handsome Devil" era un aval de la pedofília. La banda va negar això, amb Morrissey afirmant que la cançó "no té res a veure amb nens, i certament res a veure amb l'abús de menors". Arran del seu senzill, la banda va fer el seu primer concert significatiu a Londres, va obtenir una emissió de ràdio amb una sessió de John Peel i va obtenir les seves primeres entrevistes a les revistes musicals NME i Sounds.
Els senzills següents "This Charming Man" i "What Difference Does It Make?" va sortir millor quan van arribar als números 25 i 12, respectivament, a la llista de singles del UK Singles Chart. Ajudats pels elogis de la premsa musical i una sèrie de sessions d'estudi per a Peel i David Jensen a BBC Radio 1, els Smiths van començar a adquirir una base de fans dedicat. Al febrer de 1984 van llançar el seu àlbum debut, The Smiths, que va arribar al número 2 a la llista d'àlbums del UK Singles Chart.
Com a líder dels Smiths, Morrissey, descrit com a "llangardaix, de parla suau, guapo i amb ulleres", va subvertir moltes de les normes que estaven associades amb la música pop i rock. La senzillesa estètica de la banda va ser una reacció a l'excés personificat pels New Romantics, i mentre que Morrissey va adoptar una aparença andrògina com els New Romantics o els anteriors glam rockers, la seva era molt més subtil i subestimada. Segons un comentarista, "era llibresc; portava ulleres de l'NHS i un audiòfon a l'escenari; era celibè. El pitjor de tot, era sincer", amb la seva música "tan embriagadorament melancòlica, tan perillosament reflexiva, tan seductorament divertida". que va atraure els seus oients... a una relació amb ell i la seva música en comptes del món." En un article acadèmic sobre la banda, Julian Stringer va caracteritzar els Smiths com "un dels grups més obertament polítics de Gran Bretanya", mentre que en el seu estudi del seu treball, Andrew Warns els va anomenar "la més anticapitalista de les bandes". Morrissey havia estat particularment cridaner en les seves crítiques a l'aleshores primera ministra Margaret Thatcher; després de l'atemptat a l'hotel de Brighton l'octubre de 1984, va comentar que "l'única pena" va ser "que la Thatcher va sortir il·lesa". El 1988, va afirmar que la Secció 28 "encarna la naturalesa mateixa de Thatcher i el seu odi força natural".

## L'èxit creixent dels Smiths: 1984–1987
| « | Els Smith van aportar realisme al seu romanç i van temperar la seva angoixa amb el més lleuger dels tocs. Els temps estaven personificats en el seu líder: rebutjant totes les taques de masclisme del rock'n'roll, va posar en valor la incòmodetat social de l'inadaptat i el foraster, les seves veus suaument inquietants pujaven de sobte cap amunt en un falset, vestit amb samarretes femenines de grans dimensions, lluint National Especificacions de salut o un audiòfon enorme a l'estil Johnny Ray. Aquest jove encantador era, en la llengua popular de l'època, la mateixa antítesi d'un "rockista", sempre més a prop del gentil ironista Alan Bennett, o del diari auto-lacerat Kenneth Williams, que d'un Mick Jagger llicenciós o un Jim Morrison drogat. | » |

— Paul A. Woods, 2007.
El 1984, la banda va llançar dos senzills sense àlbum: "Heaven Knows I'm Miserable Now" (el seu primer èxit entre els deu primers del Regne Unit) i "William, It Was Really Nothing". L'any va acabar amb l'àlbum recopilatori "Hatful of Hollow". Aquest recull senzills, cares B i versions de cançons que s'havien gravat durant l'any anterior per als espectacles de Peel i Jensen. A principis de 1985, la banda va llançar el seu segon àlbum, "Meat Is Murder", que va ser el seu únic àlbum d'estudi que va encapçalar les llistes del Regne Unit. L'únic single "Shakespeare's Sister" va arribar al número 26 a la llista de singles del Regne Unit, tot i que l'únic senzill extret de l'àlbum, "That Joke Isn't Funny Anymore", va tenir menys èxit, amb prou feines arribant al top 50. "Què tan aviat és ara?" Va ser originalment una cara B de "William, It Was Really Nothing", i posteriorment va aparèixer a "Hatful of Hollow" i les edicions nord-americanes, canadenca, australiana i Warner UK de "Meat Is Murder". L'any 1985, "How Soon Is Now?", llançat tardàment com a senzill al Regne Unit, va arribar al número 24 a la llista de singles del Regne Unit.
Durant el 1985, la banda va realitzar llargues gires pel Regne Unit i els Estats Units mentre gravava el següent disc d'estudi, "The Queen Is Dead". L'àlbum va ser llançat el juny de 1986, poc després del senzill "Bigmouth Strikes Again". El disc va arribar al número 2 a les llistes del Regne Unit. Tanmateix, no tot va anar bé dins de la banda. Una disputa legal amb Rough Trade havia retardat l'àlbum gairebé set mesos (s'havia acabat el novembre de 1985), i Marr començava a sentir l'estrès de l'esgotador programa de gires i gravacions de la banda. Mentrestant, Rourke va ser acomiadat a principis de 1986 pel seu ús d'heroïna. Rourke va ser substituït temporalment al baix per Craig Gannon, però va ser reintegrat després de només quinze dies. Gannon es va quedar a la banda, canviant a la guitarra rítmica. Aquests cinc peces van gravar els senzills "Panic" i "Ask" (amb Kirsty MacColl com a cors) que van arribar als números 11 i 14 respectivament a la llista de singles del Regne Unit, i va fer una gira pel Regne Unit. Després que la gira va acabar l'octubre de 1986, Gannon va deixar la banda. La banda s'havia frustrat amb Rough Trade i va buscar un contracte discogràfic amb un segell important, finalment va signar amb EMI, la qual cosa va provocar crítiques d'alguns dels fans de la banda.
A principis de 1987, el senzill "Shoplifters of the World Unite" va ser llançat i va arribar al número 12 a la llista de singles del Regne Unit. Va ser seguit per un segon àlbum recopilatori, The World Won't Listen, que va assolir el número 2 a les llistes—i el senzill "Sheila Take a Bow", el segon (i últim durant la vida de la banda) al primer lloc del Regne Unit. -10 cops. Malgrat el seu èxit continuat, les diferències personals dins de la banda, inclosa la relació cada cop més tensa entre Morrissey i Marr, els van veure a punt de trencar-se. El juliol de 1987, Marr va deixar la banda i les audicions per trobar un substitut van resultar infructuoses.
Quan al setembre es va publicar el quart àlbum de la banda, Strangeways, Here We Come, la banda s'havia separat. La ruptura de la relació s'ha atribuït en part a la molèstia de Morrissey amb el treball de Marr amb altres artistes i a la creixent frustració de Marr amb la inflexibilitat musical de Morrissey, entrevista amb l'aleshores fan adolescent Tim Samuels. Strangeways va assolir el número 2 al Regne Unit, però només va ser un èxit menor dels Estats Units, encara que va tenir més èxit allà que els àlbums anteriors de la banda.

## Carrera en solitari
Primers treballs en solitari1988–1991
Diversos mesos abans de la dissolució dels Smiths, Morrissey va contractar a Stephen Street com a productor personal i nou soci de composició de cançons, amb qui podria començar la seva carrera en solitari. El setembre del 1987, havia començat a treballar en el seu primer àlbum en solitari, "Viva Hate", als Wool Hall Studios prop de Bath; va ser gravat amb els músics Vini Reilly i Andrew Paresi. En lloc d'oferir imatges preexistents de celebritats, com ho havien fet l'àlbum dels Smith i les portades dels senzills, la portada de "Viva Hate" mostrava una fotografia de Morrissey feta per Anton Corbijn. Al febrer de 1988, EMI va llançar el primer senzill d'aquest àlbum, "Suedehead", que va assolir el número 5 a la llista britànica de senzills, una posició més alta que qualsevol senzill dels Smiths. El segon senzill de l'àlbum, "Everyday Is Like Sunday", va ser llançat al juny i va arribar al número 9. L'àlbum va arribar al número 1 a les llistes d'àlbums del Regne Unit. La cançó final de l'àlbum, "Margaret on the Guillotine", va incloure descripcions de Thatcher sent executada; en resposta, el diputat conservador del Parlament Geoffrey Dickens va acusar Morrissey d'estar implicat en una xarxa terrorista i la branca especial de la policia va dur a terme un escorcoll a la seva casa de Manchester.

La primera actuació en solitari de Morrissey va tenir lloc al "Wolverhampton's Civic Hall" el desembre de 1988. L'esdeveniment va atreure multituds enormes, amb el periodista de NME James Brown que va observar que "l'emoció i l'atmosfera dins de la sala no s'assemblaven a res que he viscut mai en cap esdeveniment públic". Després de "Viva Hate", Morrissey va publicar dos senzills nous; "The Last of the Famous International Playboys" tractava dels bessons Kray, gàngsters que operaven a l'East End de Londres i van arribar al número 6 a la llista de singles del Regne Unit. Aquest va ser seguit per "Interesting Drug", que va arribar al número 9. Després que la seva col·laboració amb Street va acabar i va ser substituït per Alan Winstanley i Clive Langer, va gravar "Ouija Board, Ouija Board", llançat com a senzill el novembre de 1989; va arribar al número 18. Portaveus cristians i diaris sensacionalistes van condemnar la cançó, al·legant que promou l'ocultisme, a la qual cosa Morrissey va respondre que 
| « | "l'únic contacte que vaig fer amb els morts va ser quan vaig parlar amb un periodista de The Sun" | » |

.

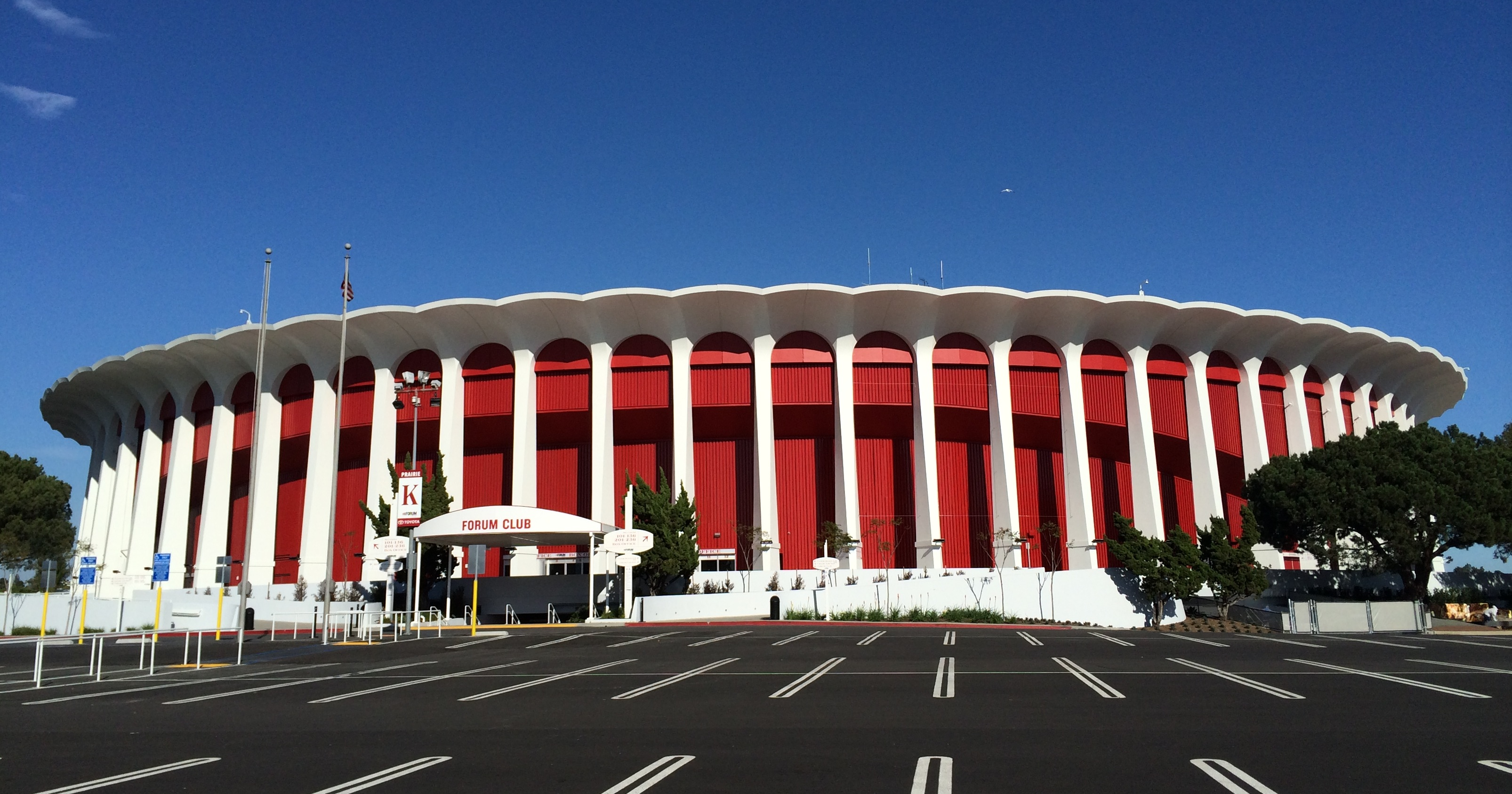
A la dècada de 1990, Morrissey esgotava el Fòrum de Los Angeles en quinze minuts

Amb Winstanley i Langer va començar a treballar en el seu primer àlbum recopilatori, "Bona Drag", encara que només en va gravar sis cançons noves, la resta de l'àlbum comprèn els seus recents senzills i caras B. L'àlbum va arribar al número 9 a la llista d'àlbums del Regne Unit. Dos dels temes recentment gravats de "Bona Drag" es van publicar com a senzills: "November Spawned a Monster", una cançó sobre una dona que utilitza cadira de rodes, va arribar al número 12 de les llistes però va rebre crítiques d'alguns que creien que es burlava de les persones amb discapacitat. El segon, "Piccadilly Palare", feia referència als nois de lloguer de Londres i presentava termes de l'argot gai polari. Llançat el novembre de 1990, va arribar al número 19 de les llistes. La cançó va atreure algunes crítiques de la premsa gai britànica, que opinava que era incorrecte que Morrissey utilitzés polari quan no era obertament gai; en una entrevista l'any anterior, tanmateix, havia reconegut la seva atracció pels homes i les dones.
Adoptant a Mark E. Nevin com el seu nou soci d'autor de cançons, Morrissey va crear el seu segon àlbum en solitari, Kill Uncle; llançat el març de 1991, va assolir el número 8 a la llista d'àlbums. Els dos senzills llançats com a promoció de l'àlbum, "Our Frank" i "Sing Your Life", no van aconseguir trencar el Top 20 de les llistes de senzills, arribant al número 26 i 33 respectivament. Un altre dels temes de l'àlbum, "Found, Found, Found", al·ludia a l'amistat de Morrissey amb Michael Stipe, el cantant principal de la banda nord-americana de rock independent REM. Planificant la seva primera gira en solitari, Morrissey va reunir diversos músics amb formació en rockabilly per al seu nou grup de suport, inclosos el guitarrista Boz Boorer, Alain Whyte i Spencer Cobrin. Morrissey va començar la gira Kill Uncle per Europa; va portar Phranc com a acte de suport i va decorar l'escenari de cada actuació amb una gran imatge d'Edith Sitwell. En el tram nord-americà de la seva gira, va esgotar els 18.000 seients de Los Angeles The Forum en quinze minuts, més ràpid que Michael Jackson o Madonna. Durant l'actuació, David Bowie es va unir a ell a l'escenari per a una interpretació de "Cosmic Dancer" de T. Rex. Als Estats Units, va exhaurir 25 de les seves 26 altres actuacions; Tim Broad va filmar una aparició texana per al seu llançament com a "VHS Live in Dallas". Va marxar al Japó —on es va veure frustrat per la postura dura de les autoritats cap als fans— i després a Australàsia, on va cancel·lar diverses cites a causa d'una sinusitis aguda.
El biògraf David Bret va descriure a principis de la dècada de 1990 com la "fase negra" de la relació de Morrissey amb la premsa musical britànica, que era cada cop més hostil i crítica amb ell. En alguns casos, això va implicar que la premsa difongués informació errònia, com l'afirmació que ell i Phranc estaven gravant una versió de "Don't Go Breaking My Heart"; altres, com els de Barbara Ellen a NME, estaven més a prop. a l'atac personal que a la crítica musical. NME va afirmar que les seves actuacions cancel·lades reflectien una falta de respecte cap als seus fans. Es va tornar cada cop més reticent a parlar amb els periodistes musicals britànics, expressant frustració per com comparaven constantment el seu treball en solitari amb el dels Smith; "el meu passat gairebé em nega un futur". Va dir a un entrevistador que la banda amb la qual treballava aleshores eren tècnics millors músics que els Smiths.

## Imatge canviant: 1992–1995
El juliol de 1992, Morrissey va llançar l'àlbum "Your Arsenal", que va assolir el número 2 en la llista d'àlbums. Va ser el llançament final del productor Mick Ronson; Morrissey va relatar que treballar amb Ronson havia estat "el privilegi més gran de la meva vida". El vostre arsenal va reflectir el lament de Morrissey pel que considerava la decadència de la cultura britànica davant la creixent americanització. Va dir a un entrevistador que "tot està informat per la cultura americana —tots els menors de cinquanta anys parlen americà— i això és trist. Una vegada teníem una identitat forta i ara això ha desaparegut completament". Alguns dels temes de l'àlbum, sobretot "Certain People I Know" i "The National Front Disco", tractaven de les vides i experiències de joves durs i de classe treballadora. Your Arsenal va ser ben rebut per la crítica, i sovint descrit com el seu millor àlbum des de "Viva Hate". El primer senzill, "We Hate It When Our Friends Become Successful", havia estat llançat l'abril de 1992 i va arribar al número 17; va ser seguit per "You're the One for Me, Fatty", que va arribar al número 19. i "Certain People I Know", que va arribar al número 34. De setembre a desembre, Morrissey es va embarcar en una gira de 53 dates "Your Arsenal" en la qual va decorar l'escenari de manera diferent amb telons de fons de noies skinhead, Diana Dors, Elvis Presley i Charlie Richardson. Una de les actuacions va ser gravada i llançada com a "Beethoven Was Deaf".
Amb el llançament de "Your Arsenal", la imatge de Morrissey havia canviat; segons Simpson, el cantant s'havia convertit "de l'esteta interessat en els nois rudes en un noi rude interessat en l'estètica (i els nois rudes)". Segons Woods, Morrissey va desenvolupar un aire de "masclisme tranquil·lament assegurat", que representa "una versió més robusta, més robusta i més robusta de si mateix", mentre que el poeta i fanàtic de Morrissey Simon Armitage va descriure la transició com una de la d'"un campament prim, tomba-me-amb una ploma" a la d'una "imatge de mafiós i boxejador amb els artells nus". Aquesta nova imatge es va reflectir a la portada de "Your Arsenal"; una fotografia feta per Sterling, mostrava Morrissey a l'escenari amb la camisa oberta, mostrant un tors musculós a sota.
A mitjans de 1993, Morrissey va coescriure el seu cinquè àlbum, "Vauxhall and I", amb Whyte i Boorer; va ser produït per Steve Lillywhite. Morrissey va descriure l'àlbum com "el millor que he fet mai", i en aquell moment va creure que seria el seu treball final o penúltim. Va ser un èxit de crítica i comercial, encapçalant la llista d'àlbums del Regne Unit. L'àlbum havia rebut el nom de Vauxhall, un districte del sud-oest de Londres famós pel pub gai "Royal Vauxhall Tavern". Una de les cançons de l'àlbum, "The More You Ignore Me, the Closer I Get", va ser llançada com a senzill al març i va arribar al número 8 al Regne Unit. La màniga del senzill mostrava imatges de Jake Walters, un skinhead d'uns vint anys, que vivia amb Morrissey en aquell moment. Walters havia presentat Morrissey a York Hall, un local de boxa a Bethnal Green, part de l'East End de Londres, amb el cantant passant una quantitat creixent de temps allà.

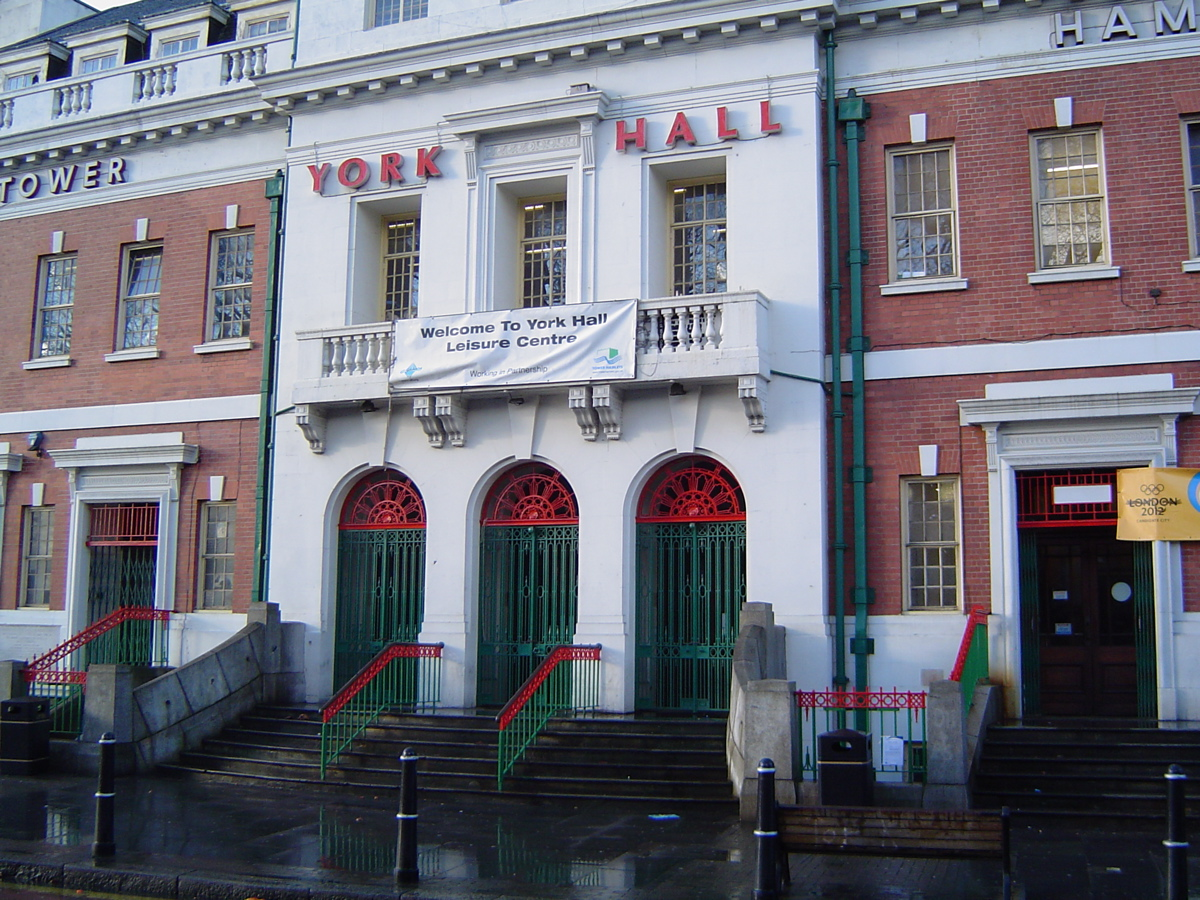
El recinte de boxa York Hall, que Morrissey freqüentava a mitjans dels anys noranta

Aquell any, també va llançar un senzill sense àlbum, "Interlude", un duet amb Siouxsie Sioux: la cançó era una versió d'una cançó de Timi Yuro. El disc es va publicar sota la bandera "Morrissey & Siouxsie"; a causa de problemes de la companyia discogràfica, "Interlude" només estava disponible a la importació fora d'Europa.
A la tardor de 1994, Morrissey va gravar cinc cançons als estudis olímpics del sud de Londres. Al gener de 1995 es va llançar el senzill "Boxers", aconseguint el número 23 a la llista de senzills. Al febrer de 1995, es va embarcar en la gira dels Boxers, amb el suport de la banda Marion i amb una representació de fons del boxejador Cornelius Carr. Una d'aquestes actuacions va ser filmada per James O'Brien i llançada com el VHS Introducing Morrissey. El desembre de 1995, la cançó "Sunny" va ser llançada com a senzill; un lament per la relació acabada de Morrissey amb Walters, la cançó va ser el primer dels senzills de Morrissey que no va sortir a les llistes. El 1995 es va publicar l'àlbum recopilatori World of Morrissey, que contenia en gran part caras B.

## Trasllat a Los Angeles: 1995–2003
Després que el seu contracte amb EMI expirés, Morrissey va signar amb RCA. En aquest segell va gravar el seu següent àlbum, Southpaw Grammar, als Estudis Miraval al sud de França abans de publicar-lo l'agost de 1995. La seva portada mostrava una imatge del boxejador Kenny Lane. Va arribar al número 4 a les llistes d'àlbums del Regne Unit, però va tenir poc impacte en comparació amb els seus dos predecessors. El setembre del 1995, Morrissey va ser l'acte de suport per a la etapa britànica de l'Outside Tour de Bowie. Entre bastidors del concert d'Aberdeen, Morrissey va emmalaltir i es va traslladar a l'hospital; no va tornar per a la resta de la gira. Més tard referint-se a la gira de manera crítica, va afirmar que quan us involucreu amb Bowie, "has de adorar al Temple de David".
El desembre de 1996, un cas legal contra Morrissey i Marr presentat pel bateria de Smiths, Mike Joyce, va arribar al Tribunal Superior. Joyce va al·legar que no havia rebut la seva part justa de drets d'enregistrament i interpretació del seu temps amb la banda, demanant almenys 1 milió de lliures en danys i el 25% de totes les vendes futures d'àlbums de Smiths. Després d'una audiència de set dies, el jutge va fallar a favor de Joyce. En resumir el cas, el jutge Justice Weeks es va referir a Morrissey com a "tornus, truculent i poc fiable quan els seus propis interessos estaven en joc", amb les paraules "desviat" i "truculent" que s'utilitzaven àmpliament en la cobertura de la premsa de la sentència. Marr va pagar els diners legalment deguts a Joyce, però Morrissey va presentar una apel·lació contra la sentència. Va afirmar que el jutge havia estat esbiaixat contra ell des de l'inici del procediment a causa de les seves crítiques públiques a Thatcher i al seu govern. Morrissey va perdre la seva apel·lació el juliol de 1998, encara que en va llançar una altra poc després; això tampoc no va tenir èxit. En una declaració del novembre de 2005, Morrissey va dir que Joyce li havia costat només 600.000 lliures en honoraris legals i aproximadament 1.515.000 lliures en total.
Morrissey va tornar a Island Records el 1997, llançant el senzill "Alma Matters" al juliol, seguit del seu següent àlbum "Malajusted" a l'agost. L'àlbum va assolir el número 8 a les llistes d'àlbums del Regne Unit. Els seus dos senzills més, "Roy's Keen" i "Satan Rejected My Soul", ambdós van assolir el seu punt màxim fora del top 30 a la llista de senzills del Regne Unit. Després d'haver estat descontent amb el disseny de la portada de Southpaw Grammar, Morrissey va deixar el control de la portada de "Malajusted" a la seva companyia discogràfica, però de nou no estava satisfet amb el resultat.

Uncut va informar el 1998 que Morrissey ja no tenia un contracte discogràfic. L'any següent, es va embarcar en la gira Oye Esteban, i va ser un dels caps de cartell del Festival de Coachella a Califòrnia.
| « | L'Anglaterra que he estimat i que he cantat, i de la qual he cantat la mort, vaig sentir que finalment s'havia escapat. I així ja no deia: "Anglaterra s'està morint". Començava a dir: "Bé, sí, s'ha mort i aquí està la carcassa"; doncs, per què quedar-me? | » |

— Morrissey, en el seu trasllat a Los Angeles.
Sortint de Gran Bretanya, Morrissey va comprar una casa a Lincoln Heights, Los Angeles. Antigament havia estat la residència de Carole Lombard i havia estat redissenyada per William Haines. Durant els anys següents, poques vegades va tornar a Gran Bretanya. El 2002, Morrissey va tornar amb una gira mundial, que va culminar amb dues nits exhaurides al Royal Albert Hall, durant les quals va tocar cançons encara inèdites. Fora dels EUA i Europa, també es van fer concerts a Austràlia i Japó. Durant aquest temps, Channel 4 va filmar "The Importance of Being Morrissey", un documental que es va emetre el 2003; va ser la primera entrevista important de Morrissey a la televisió britànica. Va dir als entrevistadors que estava treballant en una autobiografia, i va expressar crítiques a programes de música de televisió de realitat com Pop Idol que estaven llavors en la seva infància.

## Tornada: 2004–2009
El 2003, Morrissey va signar amb Sanctuary Records, on se li va donar el desaparegut segell de reggae Attack Records per utilitzar-lo per al seu proper projecte. Produït per Jerry Finn i gravat tant a Los Angeles com a Berkshire, el setè àlbum en solitari de Morrissey va ser You Are the Quarry; va ser llançat el maig de 2004. La portada de l'àlbum mostrava una imatge de Morrissey portant una pistola Tommy. Va assolir el número 2 a la llista d'àlbums del Regne Unit i el número 11 a la llista d'àlbums Billboard dels Estats Units. El primer senzill, "Irish Blood, English Heart", va assolir el número 3 a la llista de singles del Regne Unit, el senzill millor classificat de la seva carrera. Promocionant l'àlbum, va fer aparicions tant a Top of the Pops com a Later with Jools Holland, i va donar la seva primera entrevista televisiva en 17 anys a Friday Night amb Jonathan Ross; Morrissey estava visiblement incòmode amb les preguntes de Jonathan Ross. També va acceptar entrevistes amb diversos mitjans de premsa, inclòs el NME, afirmant que "la vella guàrdia desagradable" que controlava la revista als anys 90 havia desaparegut i que ja no era "la NME pudent".

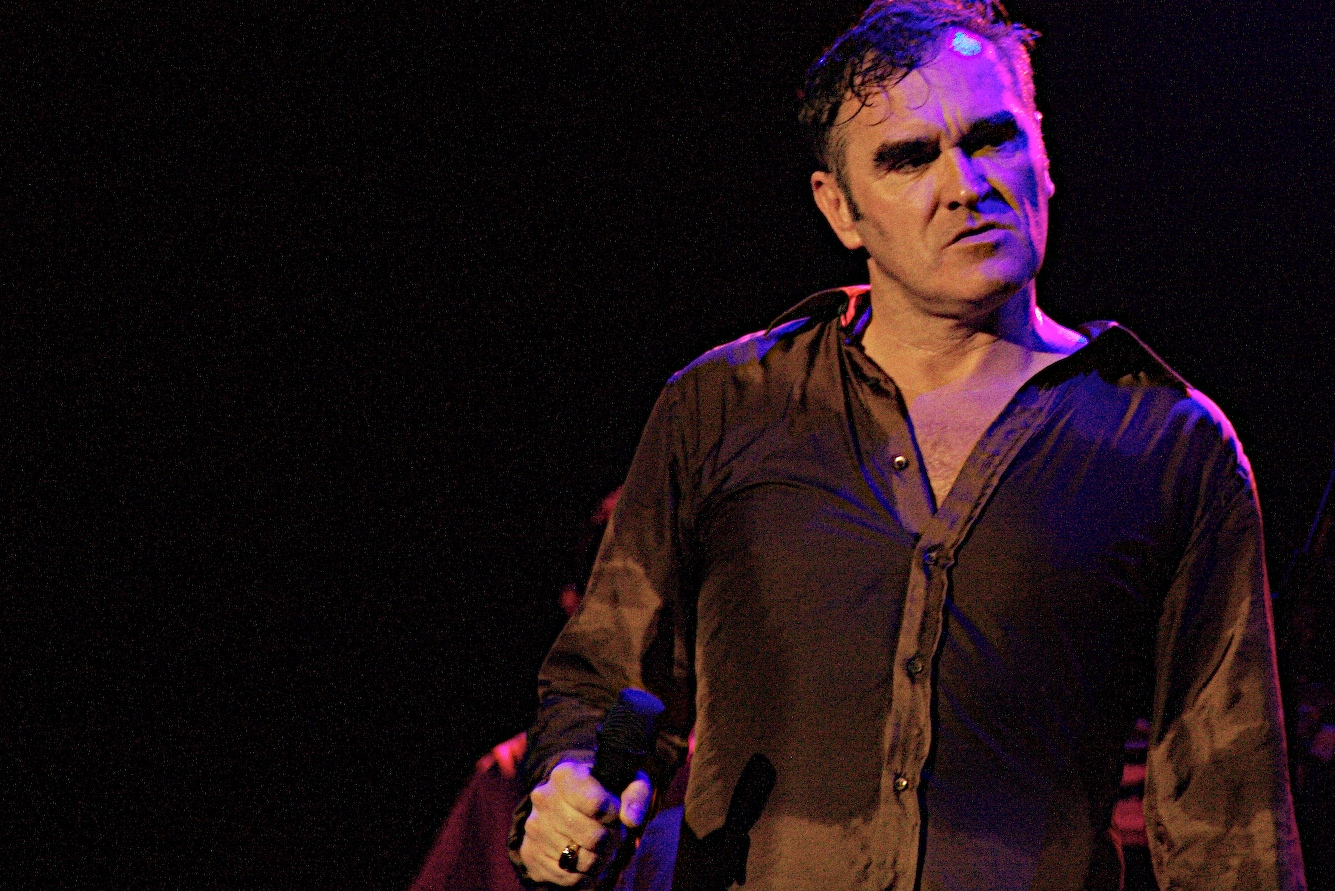
Morrissey actuant el 2006

Per promocionar l'àlbum, Morrissey es va embarcar en una gira mundial d'abril a novembre. Va marcar el seu 45è aniversari amb un concert al Manchester Arena, amb el suport de Franz Ferdinand; va ser gravat per al seu llançament com el DVD "Who Put the M in Manchester?", festival al Southbank Centre de Londres. Entre els actes que va aconseguir es trobaven Sparks, Loudon Wainwright III, Ennio Marchetto, Nancy Sinatra, The Cockney Rejects, Lypsinka, The Ordinary Boys, The Libertines i el dramaturg Alan Bennett. Havia intentat sense èxit aconseguir aparicions de Brigitte Bardot i Maya Angelou. Aquell any també va actuar en diversos festivals de música del Regne Unit, inclosos Leeds, Reading i Glastonbury.
El vuitè àlbum d'estudi de Morrissey, "Ringleader of the Tormentors", va ser gravat a Roma i llançat a l'abril de 2006. Va debutar al número 1 de les llistes d'àlbums del Regne Unit i al número 27 als Estats Units. L'àlbum va produir quatre senzills: "You Have Killed Me", "The Youngest Was the Most Loved", "In the Future When All's Well" i "I Just Want to See the Boy Happy". produït per Tony Visconti; Morrissey va qualificar l'àlbum de "el més bonic, potser el més suau, fins ara". Billboard va descriure l'àlbum com a mostra "un so més gruixut i més basat en el rock".

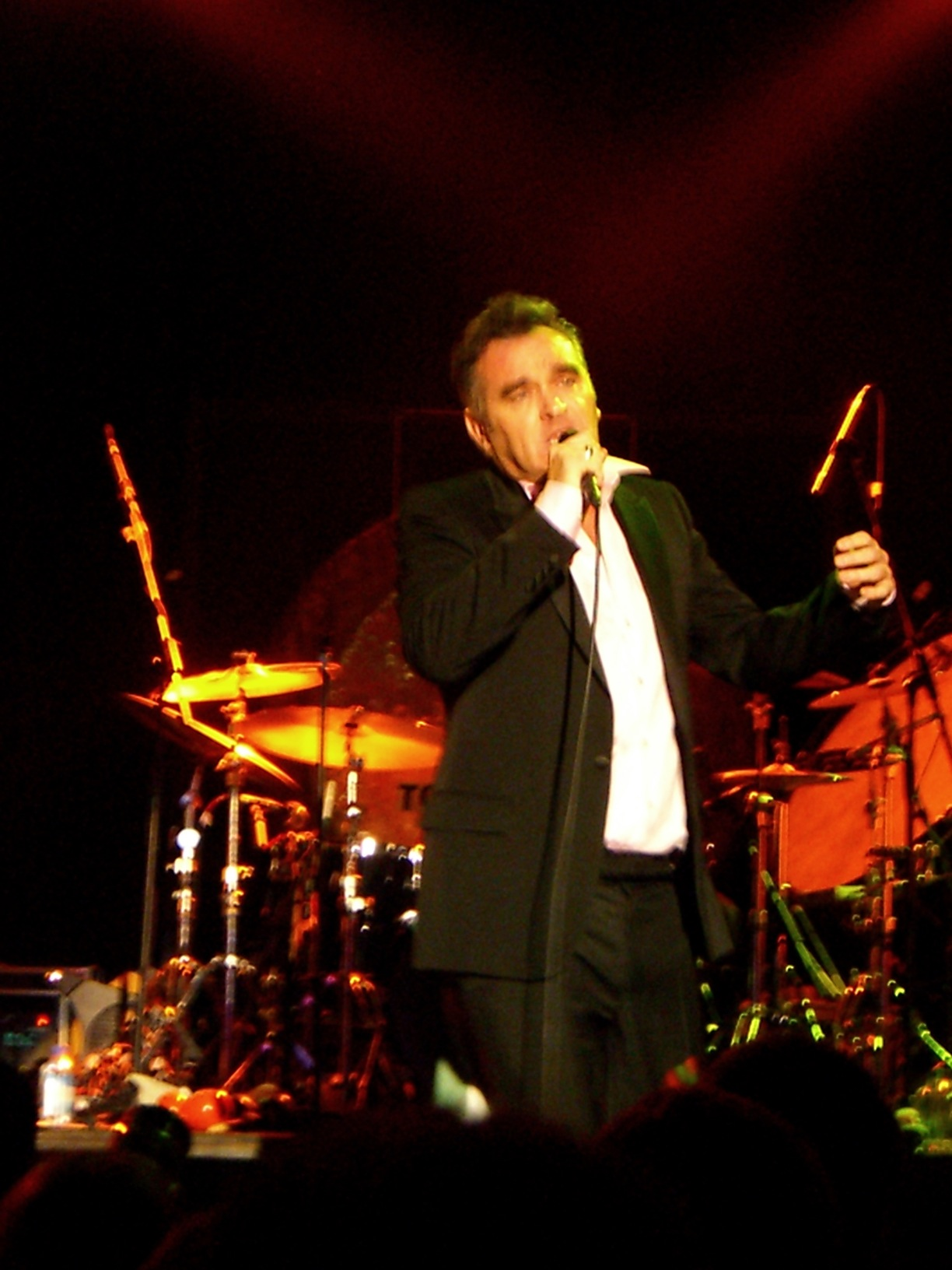
Morrissey a SXSW el 2006

Al desembre de 2007, Morrissey va signar un nou acord amb Decca Records, que incloïa un àlbum "Greatest Hits" i un nou àlbum d'estudi. Greatest Hits va ocupar el número 5 de la llista d'àlbums del Regne Unit. "That's How People Grow Up" va ser el primer senzill de Greatest Hits, arribant al número 14 a les llistes del Regne Unit. Va seguir un segon senzill de l'àlbum, "All You Need Is Me".
El seu novè àlbum d'estudi, Years of Refusal, originalment previst al setembre, es va ajornar fins al febrer de 2009, com a conseqüència de la mort del productor Jerry Finn, i la manca d'un segell nord-americà per distribuir l'àlbum. Quan va ser llançat per Universal Music Group, va assolir el número 3 a la llista d'àlbums del Regne Unit i l'11 al Billboard 200 dels Estats Units. El disc va ser àmpliament aclamat per la crítica, amb comparacions fetes amb "Your Arsenal" i "Vauxhall and I". Una ressenya de Pitchfork Media va assenyalar que amb "Years of Refusal", Morrissey "s'ha redescobert a si mateix, trobant una nova potència en el seu arsenal familiar. El rejoveniment de Morrissey és més evident en la força renovada de la seva veu" i la va anomenar la seva "més verinosa i arranjament de partitures". àlbum, i d'una manera perversa que el converteix en el seu jo més atractiu". "I'm Throwing My Arms Around Paris" i "Something Is Squeezing My Skull" es van publicar com a senzills del disc. La cançó "Black Cloud" inclou la guitarra de Jeff Beck. Al llarg de 2009, Morrissey va fer una gira per promocionar l'àlbum. Com a part de l'extens Tour of Refusal, Morrissey va seguir una llarga gira pels Estats Units amb concerts reservats a Irlanda, el Regne Unit i Rússia.
L'octubre de 2009, Swords, una col·lecció de material de cara B publicada entre 2004 i 2009, va ser llançada. Va arribar al lloc 55 a la llista d'àlbums del Regne Unit, i Morrissey més tard ho va anomenar "un desastre mansu". En la segona data de la gira al Regne Unit per promocionar Swords, Morrissey es va ensorrar a l'escenari de Swindon i va ser hospitalitzat breument. Després de la gira de Swords, Morrissey havia complert amb la seva obligació contractual amb Universal Records i es va quedar sense companyia discogràfica.

## Més àlbums i obres literàries: 2010–2019
L'abril de 2011, EMI va publicar una nova recopilació, "Very Best of Morrissey", per a la qual el cantant havia escollit la llista de cançons i les obres d'art. El març de 2011, Morrissey va prendre Ron Laffitte com el seu gerent. Al juny i juliol de 2011, Morrissey va fer una gira pel Regne Unit; durant la seva actuació de 2011 al Festival de Glastonbury, Morrissey va criticar el primer ministre del Regne Unit, David Cameron, per intentar evitar la prohibició dels animals salvatges que actuessin als circs, anomenant-lo un "tonto tonto". Això va ser seguit per diverses dates en altres llocs d'Europa. La gira de Morrissey el 2012 va començar a Amèrica del Sud i va continuar per Àsia i Amèrica del Nord. Morrissey va fer concerts a Bèlgica, Itàlia, Grècia, Turquia, Israel, Portugal, Anglaterra i Escòcia. A finals de setembre, mentre visitava Strand Bookstore a Manhattan, va salvar una dama gran que s'havia desmaiat al seu costat. Entre gener i març de 2013, Morrissey va fer una gira per 32 ciutats nord-americanes, començant a Greenvale, Nova York i acabant a Portland, Oregon. Patti Smith i la seva banda van ser convidades especials al concert del Staples Center a Los Angeles, i Kristeen Young va obrir totes les nits.

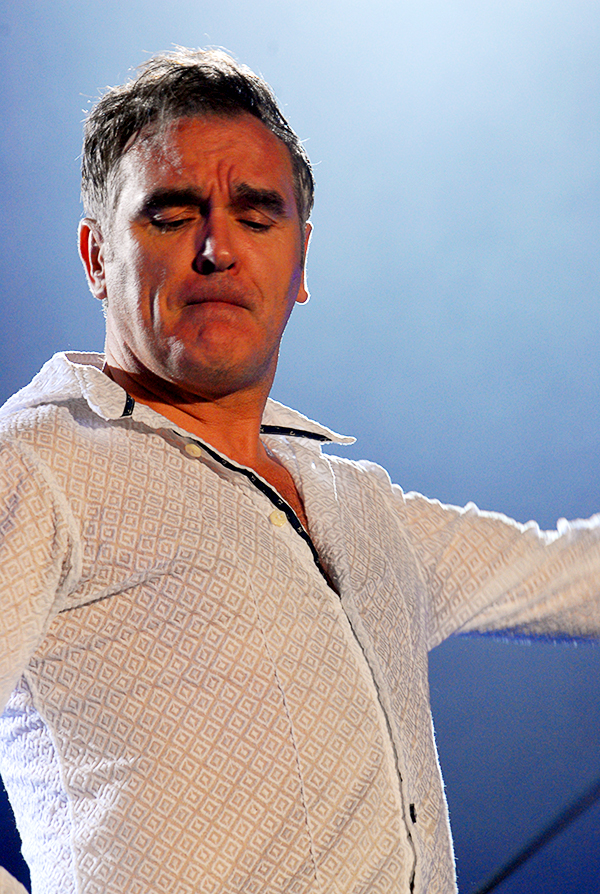
Morrissey durant la seva actuació al Hop Farm Festival 2011

El gener de 2013, Morrissey va ser diagnosticat amb una úlcera hemorràgica i es van tornar a programar diversos compromisos. El 7 de març, Morrissey va ser hospitalitzat de nou, aquesta vegada amb pneumònia als dos pulmons. Una setmana més tard, la resta de la gira va ser cancel·lada. Durant la seva rehabilitació va passar un temps a Irlanda, on va veure com l'equip de futbol del país jugava un partit contra Àustria en companyia del seu cosí Robbie Keane.
A l'abril, EMI va reeditar el senzill "The Last of the Famous International Playboys", amb el suport de tres noves cançons: "People Are the Same Everywhere", "Action Is My Middle Name" i "The Kid's a Looker", totes gravades en directe. el 2011. A partir del juny, Morrissey va actuar a Mèxic, Brasil, Argentina, Perú i Xile. A l'agost, el concert de Morrissey a Hollywood High School el 2 de març de 2013 es va estrenar al cinema a tot el món. Morrissey: 25 Live marca el 25è any de Morrissey com a artista solista, i va ser el primer DVD de Morrissey en directe autoritzat en nou anys. Al juliol, Morrisey va cancel·lar la etapa sud-americana de la seva gira per "falta de finançament", dient que era ""l'última de moltes palletes finals".
L'octubre de 2013, l'autobiografia de Morrissey, titulada Autobiography, es va publicar després que una "disputa de contingut" l'hagués retardat des de la data de llançament inicial del 16 de setembre de 2013. La publicació del llibre va causar controvèrsia, ja que es va publicar com un "clàssic contemporani" sota el segell Penguin Classics a petició de Morrissey, que alguns crítics van considerar que devaluava el segell Penguin Classics. Morrissey havia completat el llibre de 660 pàgines el 2011, abans de comprar-lo a editorials com Penguin Books i Faber and Faber. El llibre va rebre crítiques divergents: The Daily Telegraph li va donar una ressenya de cinc estrelles que el va descriure com "la millor autobiografia musical escrita des de Bob Dylan's Chronicles", mentre que The Independent va criticar el "narcisisme ronca" del llibre, així com la seva condició de pingüí Clàssic. El llibre va entrar a les llistes de llibres del Regne Unit al número 1, amb prop de 35.000 còpies venudes en la seva primera setmana. El desembre de 2011, es va publicar una versió en directe de "Satellite of Love" de Lou Reed com a senzill.
Al gener de 2014, Morrissey va signar un contracte de dos discos amb Capitol Music. El seu desè àlbum d'estudi, "World Peace Is None of Your Business", va ser llançat al juliol. Abans del seu llançament, es va embarcar en una gira pels Estats Units al maig, però va ser hospitalitzat a Boston a principis de juny, cancel·lant les nou dates de gira restants. Després d'acabar una gira de sis dates al Regne Unit, va fer una gira pels Estats Units durant els mesos de juny i juliol, incloent un concert a Nova York amb la convidada especial Blondie al Madison Square Garden. El juliol de 2015, va afirmar públicament que un guàrdia de seguretat de l'aeroport l'havia palpat a l'aeroport internacional de San Francisco. Va presentar una denúncia per agressió sexual; l'Administració de la Seguretat del Transport no va trobar cap prova de suport per actuar sobre l'al·legació. A l'agost, Capitol Music i Harvest Records van acabar els seus contractes amb Morrissey. A l'octubre, va revelar que havia rebut tractament per al càncer d'esòfag de Barrett.

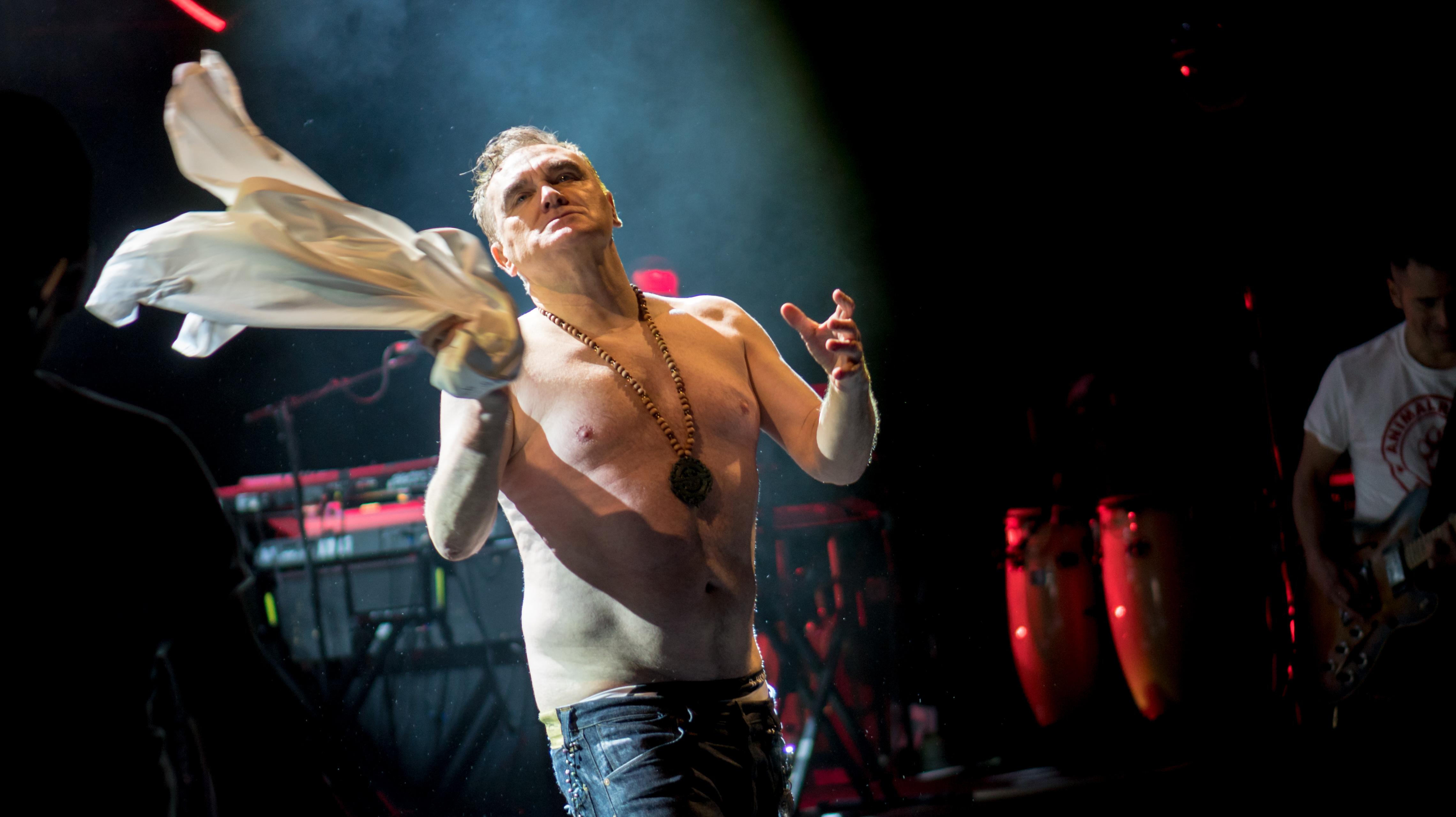
Morrissey actuant al Royal Albert Hall el març de 2018

El setembre de 2015, Penguin Books va publicar la primera novel·la de Morrissey, "List of the Lost".
El novembre de 2017, el seu onzè àlbum d'estudi, "Low in High School", va ser llançat a través del segell discogràfic Etienne de BMG i Morrissey. Aquell mateix mes, Morrissey va cridar l'atenció de la premsa i les crítiques pels comentaris fets en una entrevista a Der Spiegel: va afirmar que era "molt trist" que les diferents identitats nacionals a Europa estiguessin veient soscavades per polítics que intentaven "introduir un aspecte multicultural a tot", i que algunes persones que reclamaven víctimes com a part del moviment Me Too no eren víctimes genuïnes d'agressió sexual, sinó que estaven "simplement decebudes". Morrissey va acusar Der Spiegel de citar-lo malament i va dir que seria la seva última entrevista impresa. Va fer dos espectacles al Hollywood Bowl de Los Angeles al novembre. La primera gira de Morrissey al Regne Unit des del 2015 va començar a Aberdeen i va concloure a Londres.
Al novembre de 2018, Morrissey va llançar una versió de "Back on the Chain Gang" de Pretenders, interpretant-la a "The Late Late Show with James Corden". El maig de 2019, Morrissey va tocar durant set nits en una residència al Lunt-Fontanne Theatre de Broadway, abans del llançament del seu dotzè àlbum d'estudi, un àlbum de covers titulat "California Son".

## 2 àlbums més, àlbum inèdit i Sense música The World Dies: 2020-present
Morrissey va llançar un àlbum d'11 cançons "I Am Not a Dog on a Chain" a finals de març de 2020. El senzill principal, "Bobby, Don't You Think They Know?" amb la cantant de soul de Thelma Houston, també va estar disponible als llocs de streaming.
El novembre de 2020, l'acord de Morrissey amb BMG va expirar i no es va renovar. Morrissey va completar una residència a Las Vegas el juliol de 2022 titulada "Viva Moz Vegas" per segon any consecutiu. Ha anunciat una gira pel Regne Unit i un concert irlandès per al setembre.
El 29 d'octubre de 2022, es va anunciar que Morrissey llançaria el seu catorzè àlbum en solitari "Bonfire of Teenagers" el febrer de 2023 a Capitol Records als Estats Units, encara que no va signar amb un segell per a un llançament al Regne Unit. L'àlbum té onze cançons produïdes per Andrew Watt i compta amb els membres de Red Hot Chili Peppers Chad Smith i Flea al costat del seu antic company de banda Josh Klinghoffer. A més, Miley Cyrus i Iggy Pop van contribuir amb els cors de suport. A més, Capitol tenia previst reeditar diversos dels àlbums de Morrissey publicats entre 1995 i 2014, amb l'excepció de "Malajusted". No obstant això, el 15 de novembre, es va anunciar que Bonfire of Teenagers ja no estava programat per llançar-se al febrer, amb Morrissey afirmant que el destí de l'àlbum estava exclusivament a les mans del segell.
El 25 de novembre de 2022, Capitol Records va publicar a tot el món el senzill principal de l'àlbum, "Rebels Without Applause". Els dies 23 i 24 de desembre, Morrissey va anunciar que s'havia separat voluntàriament de les seves actuals companyies de gestió, Maverick i Quest, va retirar qualsevol associació amb Capitol Records i va revelar que Cyrus va demanar que se retirés la seva veu de l'àlbum, que encara roman sota el control del Capitoli i ja no l'alliberaria. Més tard va confirmar el febrer de 2023 que Capitol, tot i que encara manté el control de l'àlbum, no llançarà "Bonfire of Teenagers"; també va suggerir que l'àlbum havia estat "sabotejat" per Capitol.
El 8 de desembre de 2022, Morrissey va anunciar que al gener i febrer de 2023 gravaria un nou àlbum, titulat "Without Music the World Dies". El 20 de febrer de 2023, va anunciar que l'àlbum s'havia completat i va donar a conèixer la seva llista de cançons, abans d'oferir l'àlbum a qualsevol segell discogràfic o inversor privat que estigués disposat a distribuir-lo.

## Artística
Lletres
Mark Simpson va caracteritzar Morrissey com "l'ídol anti-pop", que representa "l'últim, més gran i més preocupant producte d'una època en què la música pop era tot el que hi havia". El periodista musical i biògraf Johnny Rogan va afirmar que l'obra de Morrissey sembla basada en "reexaminar sense parar un passat perdut i dolorós". Les lletres de Morrissey han estat descrites com "vinyetes dramàtiques, desoladores i divertides sobre relacions condemnats, discoteques solitaris, la càrrega del passat i la presó de la llar". Segons Mark Simpson, hi ha un sentiment comú que l'èmfasi de la seva música en la tristesa de la vida és depriment.
Les seves lletres es caracteritzen pel seu ús de l'humor negre, l'autocrisió i el pop vernacle. Moltes de les seves lletres eviten esmentar el gènere del narrador i, per tant, proporcionen als oients masculins i femenins múltiples punts d'identificació. Simpson va sentir que les seves lletres sovint destacaven "l'absurd essencial del gènere". En parlar de les lletres dels Smiths el 1992, Stringer va destacar que posaven un gran èmfasi en el concepte d'anglès, però va afegir que, a diferència dels moviments contemporanis de Two-Tone i acid house, es van centrar en l'Anglaterra blanca en lloc d'explorar la seva contrapart multicultural. Tot i que va assenyalar que durant la dècada de 1980 emfatitzar la identitat blanca era un tret estretament relacionat amb la política de la dreta, Stringer va expressar l'opinió que els Smith representaven "l'única resposta sostinguda que la música pop/rock anglesa blanca va ser capaç de fer" contra el govern de Thatcher. "apropiació de la identitat nacional anglesa blanca".
Les seves lletres han expressat el menyspreu per molts elements de la societat britànica, com ara el govern, l'església, el sistema educatiu, la família reial, el menjar de carn, els diners, el gènere, les discoteques, la fama i les relacions. En les seves lletres per als Smiths, Morrissey va evitar les descripcions explícites de la consumació del sexe; més aviat, canta sobre l'anticipació, la frustració, l'aversió o la decepció final pel sexe. Stringer va suggerir que aquesta evitació deliberada del sexe era un reflex de l'"Englishness" de la banda perquè invocava la "manca d'expressió emocional de les cultures angleses, la manera en què els sentiments, i especialment els sentiments sexuals, no es poden expressar directament a través del tacte casual, el contacte corporal. i així successivament". Els elements homoeròtics masculins es poden trobar en moltes de les lletres dels Smiths. Tanmateix, aquests també incloïen descripcions sexualitzades amb dones.
Morrissey ha descrit tenir "una macabra fascinació" per la violència. Simpson va opinar que les lletres de Morrissey "sagnen i palpitan amb imatges violentes", citant les referències a xocs d'autobús i pactes suïcidis a "There is a Light that Never Goes Out", va trencar les dents a "Bigmouth Strikes Again" i a l'apocalipsi nuclear a " Pregunta" i "Cada dia és com diumenge". En termes més generals, Morrissey tenia un interès des de fa temps pel matonisme, ja fossin assassins, gàngsters, comerç rudimentària o skinheads.

## Estil d'actuació

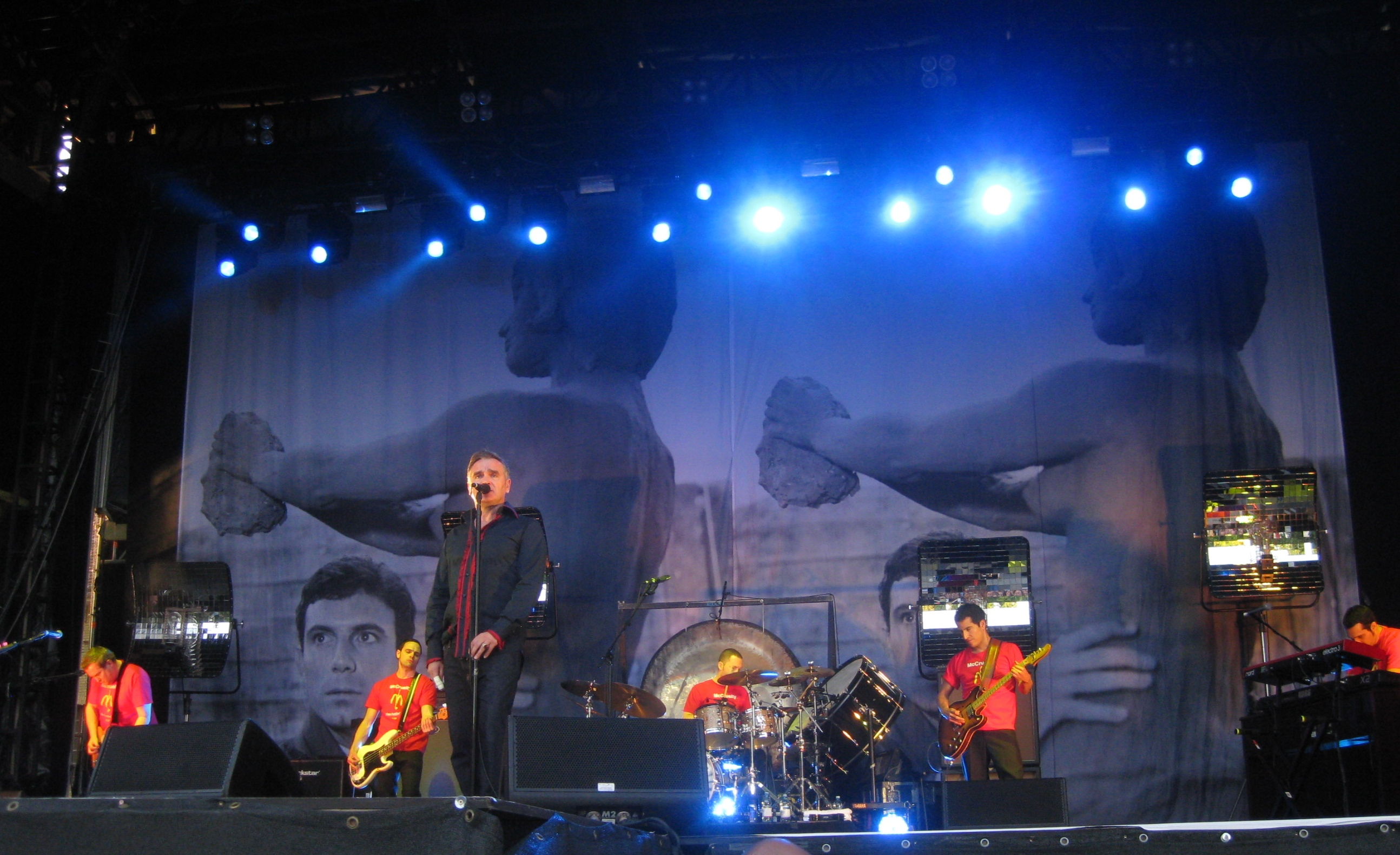
Com a intèrpret en solitari, Morrissey normalment presentava imatges més antigues com a teló de fons de l'escenari, com es va veure aquí en una actuació de 2011 a Berlín

S'ha citat que la veu de Morrissey tenia una qualitat particularment distintiva. Simpson creia que l'obra de Morrissey encarnava i personificava la de les "Dones del Nord", parlant en estils de llengua vernacular que serien comuns a moltes dones que viuen al nord d'Anglaterra. En això va ser fortament influenciat per la cantant del nord Cilla Black, que va tenir una carrera exitosa com a cantant de música pop als anys seixanta, així com per Viv Nicholson, que igualment va guanyar fama durant aquesta dècada. Altres cantants femenines d'aquesta dècada que s'han citat com a influència de Morrissey han estat l'Escocesa Lulu, i l'Essexer Sandie Shaw. No obstant això, Stringer va assenyalar que en lloc de cantar expressament amb un accent de la classe treballadora de Mancun, Morrissey va adoptar una "enunciació molt reduïda i precisa" i va cantar amb una "clara dicció anglesa". També és conegut pel seu estil vocal de baríton inusual (tot i que de vegades utilitza falset).
Quan actua a l'escenari, sovint es mou el cordó del micròfon, especialment durant les seves pistes de ritme elevat. Simpson creia que Morrissey sovint feia "gestos agressius astuts" mentre era a l'escenari; va citar dos exemples de "Top of the Pops", un en què Morrissey va fer servir gestos amb les mans per simular disparar al públic durant "Shoplifters of the World Unite" i un altre en què va convertir el cordó del micròfon en un llaç de penjat mentre repetia la lletra. "Hang the DJ, hang the DJ" a la cançó "Panic". Rogan va afirmar que Morrissey va exhibir "un poder a l'escenari que poques vegades he vist a cap altre artista de la seva generació", i que mentre actuava "respira carisma, oferint aquesta peculiar combinació de vulnerabilitat gauche i atletisme".
En diverses ocasions, Morrissey ha expressat ràbia quan creu que els porters i els equips de seguretat dels seus concerts han tractat malament el públic. Per exemple, en el seu concert a San Antonio com a part de la gira Your Arsenal, va aturar la seva actuació per retreure als porters per colpejar als fans.
El 12 de novembre de 2022, mentre tocava un espectacle en directe a Los Angeles al Greek Theatre, va acabar el plató tot just després de 9 cançons i se'n va anar sense avís, molestant molts fans. Els companys de la banda van passar més de 10 minuts abans d'adonar-se que no tornaria i es va anunciar que l'espectacle s'estava cancel·lant per "circumstàncies imprevistes". Alguns fans van especular que el temps podria haver estat massa fred per a ell.

## Vida personal
Al llarg de la seva carrera, Morrissey ha mantingut una vida personal intensament privada. Resideix des de fa temps a Los Angeles als EUA, també té cases a Itàlia, Suïssa i el Regne Unit. El 2017, Los Angeles va declarar el 10 de novembre "Dia de Morrissey". Els amics es refereixen a ell com "Morrissey", i no li agrada el sobrenom de "Moz", dient a un entrevistador que "és com una cosa que arrossegueu al terra de la cuina". La seva mare, Elizabeth Anne Dwyer, va morir l'agost de 2020 als 82 anys d'un càncer de vesícula biliar.
Stringer va caracteritzar Morrissey com un home amb diversos trets contradictoris, sent "un "antiestrella" normal i de classe treballadora que, tanmateix, li encanta posar-se en el focus, un home simpàtic que diu les coses més desagradables dels altres, un home tímid que també és un narcisista indignant". A més, va suggerir que part de l'atractiu de Morrissey era que transmetia la imatge d'un "cavaller anglès cultivat (i sent cada centímetre el "gent" típicament anglès, és perfectament representatiu de l'odi d'aquest tipus per la hipocresia i la hipocresia, i el seu fràgil i quasi- sexualitat gai)". De la mateixa manera, el biògraf de Morrissey David Bret el va descriure com a "per excel·lència anglès", mentre que Simpson el va anomenar un petit anglès. Durant la dècada de 1980, l'entrevistador Paul Morley va declarar que Morrissey "es proposa ser un home decent i ho aconsegueix perquè això és el que és". Eddie Sanderson, que va entrevistar Morrissey per a The Mail on Sunday el 1992, va dir que "per sota de tota l'estrella del rock flim-flam, Morrissey és en realitat un noi molt agradable, una companyia excel·lent, perfectament disposat i capaç de parlar sobre qualsevol tema que es vulgui tractar amb ell". Després d'haver-lo fotografiat el 2004, Mischa Richter va descriure Morrissey com "autènticament encantador".
Morrissey és conegut per les seves crítiques a la premsa musical britànica, la reialesa, els polítics i la gent que menja carn. Segons Bret, els seus "atacs fulminants" contra aquells que no li agradaven es fan normalment de manera "reposada". És un catòlic caduc i ha criticat l'Església catòlica. El 1991, va dir que creia en una vida més enllà. És cosí del futbolista irlandès Robbie Keane i una vegada va dir: "Mirar [Keane] al terreny de joc, caminar com un lleó, tan ingràvid com un astronauta, és pura teràpia". També és un fan. de la boxa. Ha descrit tenir depressió clínica, per a la qual ha buscat ajuda professional.

## Defensa dels drets dels animals
Un defensor vocal del benestar animal i dels drets dels animals, Morrissey és vegetarià des dels 11 anys. Ha explicat el seu vegetarianisme dient que "si estimes els animals, òbviament no té sentit fer-los mal". Morrissey va anunciar el 2015 que era vegà. Va parlar de les dificultats per passar del vegetarianisme al veganisme. En una entrevista del 2018, Morrissey va declarar que "es nega a menjar qualsevol cosa que tingués una mare", però sempre ha tingut dificultats amb el menjar, afirmant que només menja pa, patates, pasta i fruits secs malgrat la disponibilitat creixent de vegans més variats. menjar.
Morrissey és partidari de "People for the Ethical Treatment of Animals" (PETA). Com a reconeixement al seu suport, PETA el va honrar amb el premi Linda McCartney Memorial a la seva gala del 25è aniversari el 10 de setembre de 2005. Va aparèixer en un anunci de PETA el 2012, animant la gent a castrar els seus gossos i gats per ajudar a reduir el nombre d'animals sense llar. El 2014, PETA va treballar amb l'animadora Anna Saunders per crear un dibuix animat anomenat Someday en honor al 55è aniversari de Morrissey. Conté la seva cançó "I Know It's Gonna Happen Someday" i destaca el viatge d'un pollet jove.
El gener de 2006, Morrissey va atreure crítiques quan va declarar que acceptava els motius darrere de les tàctiques militants de la Milícia pels Drets dels Animals, dient: "Entenc per què els agricultors de pells i els anomenats científics de laboratori són recompensats amb violència; és perquè tracten en la violència ells mateixos i és l'únic llenguatge que entenen." Ha criticat persones que estan involucrades en la promoció de menjar carn, com Jamie Oliver i Clarissa Dickson Wright. Aquesta última ja havia estat l'objectiu d'alguns activistes dels drets dels animals per la seva posició sobre la caça de guineus. En resposta, Dickson Wright va declarar: "Morrissey està animant la gent a cometre actes de violència i sóc constantment conscient que alguna cosa em podria passar molt bé." El diputat conservador David Davis va criticar els comentaris de Morrissey, dient que "qualsevol incitació a la violència". òbviament està equivocat en una societat civilitzada i hauria de ser investigat per la policia". Morrissey també ha criticat la família reial britànica per la seva participació en la caça de guineus.
El 2006, Morrissey es va negar a incloure Canadà a la seva gira mundial d'aquell any i va donar suport a un boicot a les mercaderies canadenques en protesta contra la caça anual de foques del país, que va descriure com una "matança bàrbara i cruel". El 2018, va canviar el seu enfocament, sentint que la seva anterior "posició finalment no va servir de res i no va ajudar a ningú", i es va comprometre a fer una donació a grups de protecció animal de les ciutats on actuaria. També va convidar aquests grups a muntar parades als seus concerts.
Durant una entrevista amb Simon Armitage el 2010, Morrissey va dir que "no pots evitar sentir que els xinesos són una subespècie" a causa del seu tracte "horrible" als animals. Armitage va dir: "Deu haver sabut que faria onades, no és un ximple. Però és evident que quan es tracta de drets i benestar dels animals, és absolutament inquebrantable en les seves creences. Segons la seva opinió, si tractes malament un animal, ets menys que els humans."
En un concert a Varsòvia el 24 de juliol de 2011, Morrissey va declarar:
| « | "Tots vivim en un món assassí, com han demostrat els esdeveniments a Noruega, amb 97 [sic] morts. Tot i que això no és res comparat amb el que passa a McDonald's i Kentucky Fried. Merda cada dia." | » |

Els seus comentaris, fent referència als atacs de Noruega del 2011 que van provocar la mort de 77 persones, van ser descrits per NME com a crus i insensibles. Més tard va explicar la seva declaració, dient:
| « | "Si amb raó et sents horroritzat pels assassinats de Noruega, segurament es dedueix que sents horror per l'assassinat de QUALSEVOL ésser innocent. No pots ignorar el sofriment dels animals simplement perquè els animals "no som nosaltres". | » |

El febrer de 2013, després de moltes especulacions, es va informar que el Staples Center havia acceptat per primera vegada fer que tots els venedors de l'arena fossin completament vegetarians per a l'actuació de Morrissey l'1 de març, fent que contractualment tots els venedors de McDonald's tanquessin. En un comunicat de premsa, Morrissey va declarar: "No ho veig com una victòria per a mi, sinó una victòria per als animals". La sol·licitud va ser denegada anteriorment a Paul McCartney. Malgrat aquests informes, el "Staples Center" va retenir alguns venedors de carn mentre tancava McDonald's. Més tard al febrer, Morrissey va cancel·lar una aparició a Jimmy Kimmel Live! després de saber que els convidats d'aquella nit també incloïen el repartiment de Duck Dynasty, un reality show sobre una família que crea crides d'ànecs per a la caça. Morrissey els va referir com a "assassins en sèrie d'animals".
El 2014, Morrissey va declarar que creia que "no hi ha cap diferència entre menjar animals i pedofília. Tots dos són violació, violència, assassinat". El setembre de 2015, va expressar la seva repulsió per l'escàndol "Piggate", dient que si El primer ministre David Cameron havia inserit realment "una part privada de la seva anatomia" a la boca del cap tallat d'un porc mort mentre estava a la universitat, després va mostrar "una crueltat i una manca d'empatia totalment impropi d'un home en la seva posició, i hauria de dimitir". També al setembre, va cridar la campanya del polític australià Greg Hunt per sacrificar 2 milions de gats invasius "idiota", descrivint els gats com a versions més petites del lleó Cecil.

## Sexualitat

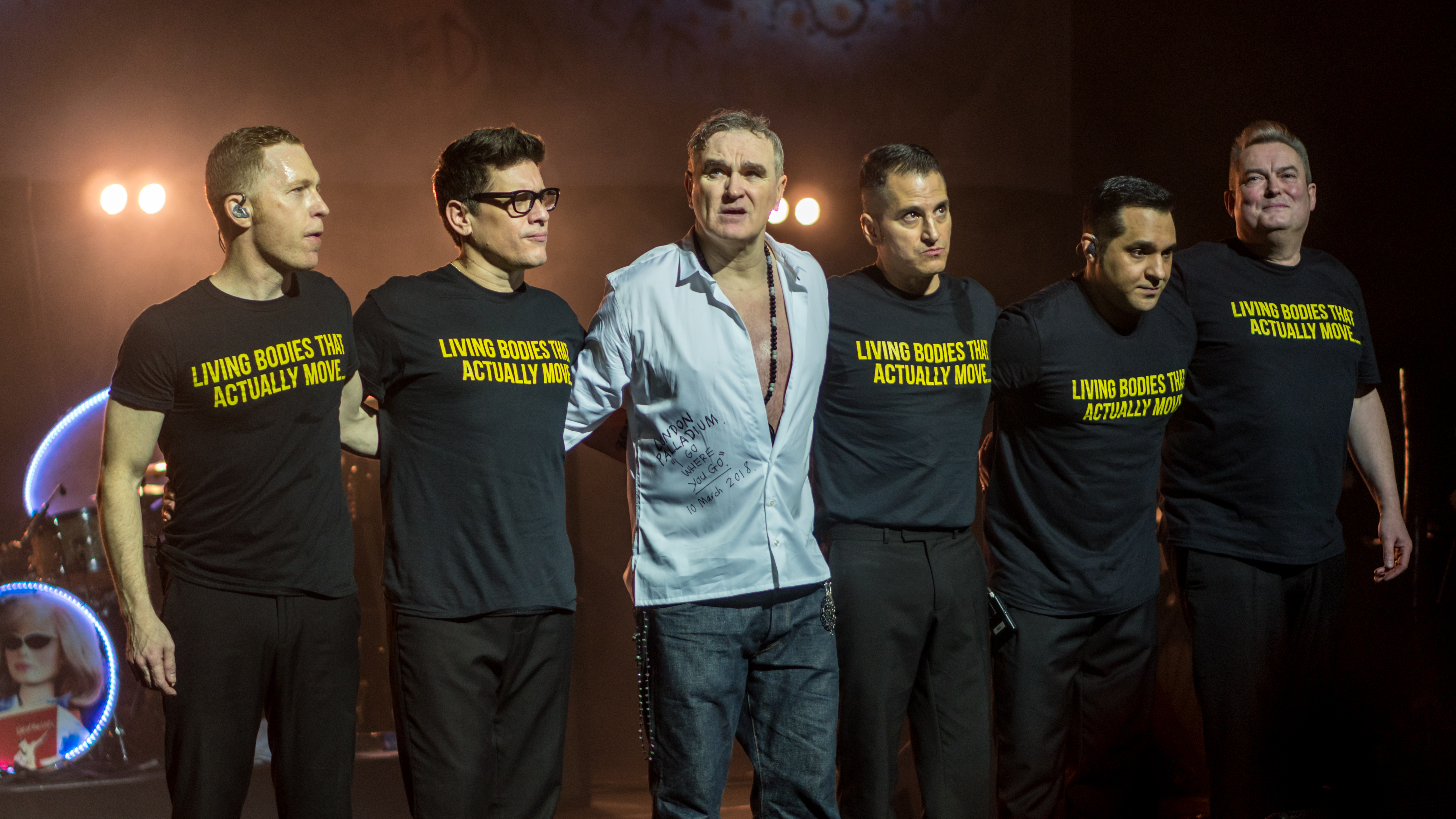
Morrissey amb la seva banda després d'una actuació el 2018 al London Palladium

La sexualitat de Morrissey ha estat objecte de moltes especulacions i cobertura a la premsa britànica durant la seva carrera, amb les afirmacions de diferents maneres que era celibat, heterosexual frustrat o bisexual. En una carta de 1980 es va descriure tant a ell com a la seva "núvia" com a bisexuals, tot i que va afegir que "odia el sexe". L'Encyclopædia Britannica afirma que va crear una "persona amb un conflicte convincent (el celibat proclamat en veu alta compensada per indicis tímids d'homosexualitat tancada)" que l'ha "convertit en un idiota peculiar". L'especulació es va alimentar encara més per les referències freqüents a la subcultura gai i l'argot a les seves lletres. El 2006, Liz Hoggard de The Independent va dir: "Només 15 anys després que l'homosexualitat hagués estat despenalitzada, les seves lletres van coquetejar amb tot tipus de subcultura gai".
Durant els seus anys amb els Smith, Morrissey va professar ser celibat, cosa que va destacar en un moment en què gran part de la música pop estava dominada per la sexualitat visible. Marr va dir en una entrevista de 1984 que Morrissey "no participa en el sexe en aquest moment i que no ho ha fet durant un temps". Reiteradament, els entrevistadors van preguntar a Morrissey si era gai, cosa que va negar. En resposta a una d'aquestes preguntes el 1985, va afirmar que "No reconec termes com heterosexualitat, homosexualitat, bisexualitat, i crec que és important que hi hagi algú a la música pop que sigui així. Aquestes paraules fan molt mal, confonen. la gent i fan que la gent se senti infeliç, així que vull acabar amb ells." A mesura que avançava la seva carrera, va augmentar la pressió sobre ell per sortir de l'armari, tot i que es va presentar com un no. - Practicant bisexuals. En una entrevista de 1989, va revelar que "sempre se sentia atret per homes i dones que mai no se'n van sentir atrets per mi" i, per tant, no tenia "relacions en absolut". El 2013 va publicar una declaració que deia: "Desafortunadament, no sóc homosexual. En realitat, sóc humansexual. M'atreuen els humans. Però, per descomptat... no molts".
El 1997, Morrissey va dir que havia abandonat el celibat i que tenia una relació amb un boxejador de Cockney. A la seva autobiografia es va revelar que aquesta persona era Jake Walters. La seva relació va començar el 1994, i van conviure fins al 1996. En una entrevista de març de 2013, Walters va dir: "Morrissey i jo hem estat amics des de fa molt de temps, probablement uns 20 anys." Morrissey es va unir més tard a Tina Dehghani. Va parlar de tenir un fill amb Dehghani, amb qui va descriure tenir un "compromís desordenat". A la seva autobiografia, Morrissey també esmenta una relació amb un home italià més jove, conegut només com "Gelato", amb qui va buscar comprar una casa cap al 2006.
En una entrevista de 2015, Morrissey va declarar "No encaixo en cap categoria sexual, així que no sento que la gent ho veu com a sexual, sinó com a íntim".

## Opinions polítiques
política britànica
En un article acadèmic sobre els Smiths, Julian Stringer va caracteritzar la banda com "un dels grups més obertament polítics de Gran Bretanya", mentre que Andrew Warns els va anomenar "els grups més anticapitalistes". Simon Goddard va descriure Morrissey com a "pro-classe treballadora, anti-elit i antiinstitució. Això inclou tots els partits polítics, el mateix parlament, totes les escoles públiques, Oxbridge, l'església catòlica, la monarquia, la UE, la BBC, el full d'informació". la premsa i la premsa musical. Com que els seus comentaris no són coherents amb cap agenda política, confon a la gent, especialment a l'esquerra. En tot cas, és un Refusenik professional."
Morrissey ha mostrat opinions anti-reialistes perdurables des dels seus anys d'adolescència i ha criticat ferotgement la monarquia britànica. En una entrevista de 1985 amb Simon Garfield, va afirmar que ell sempre havia "menyspreat la reialesa" i que el sentiment realista és una "falsa devoció". En una entrevista de 2011, es va identificar públicament com a republicà, afirmant que considerava a la família reial britànica com a "descarregadors de beneficis i res més". En una entrevista de 2012 amb Stephen Colbert, es va pronunciar en contra del jubileu de diamant de la reina Isabel II, afirmant: "Va ser una celebració de què? 60 anys de dictadura. Ella no és [la meva reina]. No sóc un súbdit".
El primer àlbum en solitari de Morrissey, Viva Hate, va incloure una cançó titulada "Margaret on the Guillotine", un cop a Margaret Thatcher. La Policia Metropolitana de Londres va investigar Morrissey com a resultat de la lletra de la cançó. Després de la seva mort el 2013, Morrissey la va anomenar "un terror sense un àtom d'humanitat" i va dir que "cada moviment que va fer estava carregat de negativitat". Va descriure el successor de Thatcher, John Major, com "la idea de ningú d'un primer ministre... un terrible error humà" Durant la guerra de l'Iraq, va descriure a George W. Bush i Tony Blair com "insofribles, egoistes i bojos dèspotes". El febrer de 2006, Morrissey va declarar que havia estat entrevistat per l'FBI i per la intel·ligència britànica després de parlar contra els governs nord-americà i britànic. Va dir: "Estaven intentant determinar si jo era una amenaça per al govern... no van trigar gaire a adonar-se que no ho sóc". El 2010 va avalar la declaració de Marr que al primer ministre David Cameron se li va prohibir que li agradin els Smith, criticant l'afició del primer ministre de la caça del cérvol. En resposta a l'atemptat de Manchester Arena el maig de 2017, Morrissey va criticar la primera ministra Theresa May, l'alcalde de Londres Sadiq Khan, l'alcalde del Gran Manchester Andy Burnham i Elizabeth II per les seves declaracions sobre l'atemptat.
Unió Europea
El 2013, Morrissey va dir que "gairebé va votar" pel Partit de la Independència del Regne Unit, expressant la seva admiració pel líder del partit, Nigel Farage i donant suport a l'euroescepticisme de Farage pel que fa a la pertinença del Regne Unit a la Unió Europea. El 2019, va afirmar "És obvi que "ell [Farage] seria un bon primer ministre, si algun de nosaltres realment recorda què és un bon primer ministre". L'octubre de 2016, va elogiar el referèndum del Regne Unit sobre la UE. la pertinença com a "magnífica" i va dir que la BBC havia "denigrat persistentment" els partidaris de la campanya Leave. El 2019, va argumentar que s'hauria de respectar el resultat del referèndum de la UE, afirmant que "la meva opinió sempre ha estat que el resultat de el referèndum s'ha de dur a terme. Si la votació s'hagués mantingut, no hi hauria cap dubte que ens mantinguem. En l'interès de la veritable democràcia, no es pot argumentar en contra del desig del poble" i va afegir que no trobava "absolutament res atractiu a la UE".
Carrera i suport a Anne Marie Waters

Morrissey s'ha enfrontat a acusacions de racisme des de principis de la dècada de 1990 per part de mitjans de comunicació i comentaristes d'arreu del món, que van ser motivades pels seus comentaris, accions i material gravat. Ha rebutjat constantment les acusacions de racisme i ha guanyat una acció per difamació obligant a demanar disculpes de NME, una revista musical britànica, dient: "No creiem que [Morrissey] sigui un racista".
| « | Els que escolten la cançó sencera, la manera com jo la canto i la meva expressió vocal saben massa bé que no sóc cap racista i glorificador de la xenofòbia. La frase "England for the English" [utilitzada a la cançó] està entre cometes, de manera que els que diuen que la cançó és racista no l'escolten. La cançó parla de la tristesa i el pesar que sento per qualsevol que s'uneixi a un moviment com el Front Nacional d'extrema dreta. | » |

— Morrissey, a "The National Front Disco". Diverses fonts van acusar Morrissey de racisme per fer referència al Front Nacional, un partit polític d'extrema dreta, a la seva cançó de 1992 "The National Front Disco"; s'ha argumentat que aquesta crítica ignorava el context irònic de la cançó, que feia pena més que no glorificava els partidaris del partit. Segons Bret, aquestes i altres acusacions de racisme normalment implicaven la descontextualització de lletres de cançons de Morrissey com "Bengali in Platforms" i "Asian Rut". NME també va acusar Morrissey de racisme sobre la base de les imatges que va emprar durant la seva actuació de 1992 al festival Madstock de Finsbury Park al nord de Londres; Morrissey va incloure imatges de noies skinhead com a teló de fons, i es va embolicar amb una bandera de la Unió. Per contra, aquestes accions van fer que Morrissey fos esbroncat fora de l'escenari per un grup de skinheads neonazis del públic, que creien que s'estava apropiant de la cultura skinhead.
Morrissey va demandar a NME per difamació per un article de 2007 que criticava Morrissey després que suposadament va dir a un periodista que la identitat britànica havia desaparegut a causa de la immigració. Se'l va citar dient: "És molt difícil [tornar a Anglaterra] perquè, tot i que no tinc res en contra de gent d'altres països, com més gran és l'afluència a Anglaterra més desapareix la identitat britànica... les portes de Anglaterra està inundada. El país ha estat llençat." El seu director va descriure l'article com un "assassinat de personatges". El 2008, The Word es va disculpar al tribunal per un article escrit per David Quantick, que comentava l'article de NME de 2007 i suggeria que Morrissey era un racista. Morrissey va acceptar la disculpa de The Word. La demanda legal contra NME va començar l'octubre de 2011 després que Morrissey guanyés una audiència prèvia al judici. El cas de Morrissey contra l'editor de NME Conor McNicholas i l'editor IPC s'havia d'escoltar el juliol de 2012. Les parts van resoldre la disputa el juny de 2012, amb NME emetent una disculpa pública. L'advocat de Morrissey va dir que "no es van buscar diners com a part d'un acord... La disculpa de la NME en si mateixa és prou solució i tanca el cas".
La declaració de Morrissey del 2010 en la qual descrivia els xinesos com una "subespècie" en referència al tractament que els feien als animals va ser criticada com a racista per diverses fonts.

L'octubre de 2017, va expressar l'opinió que les eleccions de lideratge de l'UKIP de 2017 havien estat manipulades contra l'activista anti-islam Anne Marie Waters. L'abril de 2018 va avalar el nou partit d'extrema dreta de Waters, For Britain, posteriorment lluint una insígnia del partit durant diverses actuacions a la ciutat de Nova York el 2019. L'aparent suport de Morrissey a la festa For Britain va veure que els anuncis del seu àlbum California Son es van retirar de les estacions de Merseyrail, i diverses botigues de discos es van negar a emmagatzemar l'àlbum. El juny de 2018, Morrissey va reafirmar el seu suport a Waters i For Britain, afirmant que "creu en l'herència britànica, la llibertat d'expressió i vol que tothom al Regne Unit visqui sota la mateixa llei. Això ho trobo convincent". Al mateix temps, Morrissey també va expressar comentaris criticant el tractament de l'activista anti-islam Tommy Robinson, i va dir:
| « | "És molt obvi que els laboristes o els conservadors no creuen en la llibertat d'expressió... Vull dir, mireu el tractament impactant de Tommy Robinson." | » |

El juny de 2019, Morrissey va rebutjar més acusacions de racisme contra ell, dient: "La paraula no té sentit ara. En última instància, tothom prefereix la seva pròpia raça; això fa que tothom sigui racista?" En resposta als seus comentaris polítics recents, el seu company cantant- El compositor Billy Bragg va acusar Morrissey d'arrossegar el llegat de Johnny Marr i els Smith "a través de la brutícia". Nick Cave va escriure una carta oberta defensant el dret de Morrissey a la llibertat d'expressió per expressar les seves creences, a més d'argumentar que el seu llegat musical hauria de mantenir-se separat de les seves opinions polítiques.

El gener de 2023, en resposta als rumors que Miley Cyrus havia decidit treure la seva veu de la cançó "I Am Veronica" del seu àlbum Bonfire of Teenagers per les seves opinions polítiques, Morrissey va publicar una declaració al seu lloc web en què rebutjava les afirmacions que estava lluny... dret, i va aclarir encara més la seva posició política;
| « | La meva política és senzilla: reconec realitats. Algunes realitats m'horroreixen, i d'altres no, però accepto que no vaig ser creat perquè d'altres em gratifiquessin i em delectessin amb tot el que pensen i fan: quina vida tan turgida seria aquesta. M'he sentit ofès tota la vida i m'ha enfortit, i estic content. No tindria el viatge d'una altra manera. Només escoltant les opinions dels altres podem formar visions veritablement racionals i, per tant, mai hem d'acceptar una societat tancada que es nega a reflectir una varietat de punts de vista. | » |

Política nord-americana
En un concert a Dublín el juny de 2004, Morrissey va comentar la mort de Ronald Reagan, dient que hauria preferit que George W. Bush hagués mort. Morrissey va criticar obertament la Guerra contra el Terror i va condemnar a Bush com "el terrorista actiu més famós del món, ja que estranyament bombardeja la gent innocent de l'Iraq en nom de la llibertat i la democràcia" en la seva autobiografia.
Durant un concert de gener de 2008, Morrissey va comentar "God Bless Barack Obama" i va criticar Hillary Clinton, nomenant-la "Billary Clinton". No obstant això, el 2015, va acusar Obama de no fer prou per fer front a la brutalitat policial, afirmant que no podia "veure'l fent res per a la comunitat negra, excepte advertir-los que han de respectar les forces de seguretat". Va donar suport a Clinton. a les eleccions presidencials dels Estats Units de 2016, tot i que després la va criticar com "la cara i la veu dels diners agrupats" i va elogiar Bernie Sanders com a "sens i intel·ligent", acusant els mitjans nord-americans de no prestar prou atenció a la seva campanya. Morrissey va cridar Donald Trump "Donald Thump" i el va acusar de no tenir cap simpatia per les víctimes del tiroteig a la discoteca d'Orlando. Quan se li va preguntar en una entrevista del 2017 si prémer un botó que mataria Trump si se'n tingués l'oportunitat, va respondre que "ho faria, per la seguretat de la raça humana". Més tard va dir que El Servei Secret dels Estats Units el va interrogar pels seus comentaris sobre Trump.

## Impacte i llegat
David Bret l'ha caracteritzat com un artista que divideix les opinions entre els qui l'estimen i els que l'odien, amb poc espai per al compromís entre ambdós. La premsa el va anomenar el "Papa de Mope".
Fandom

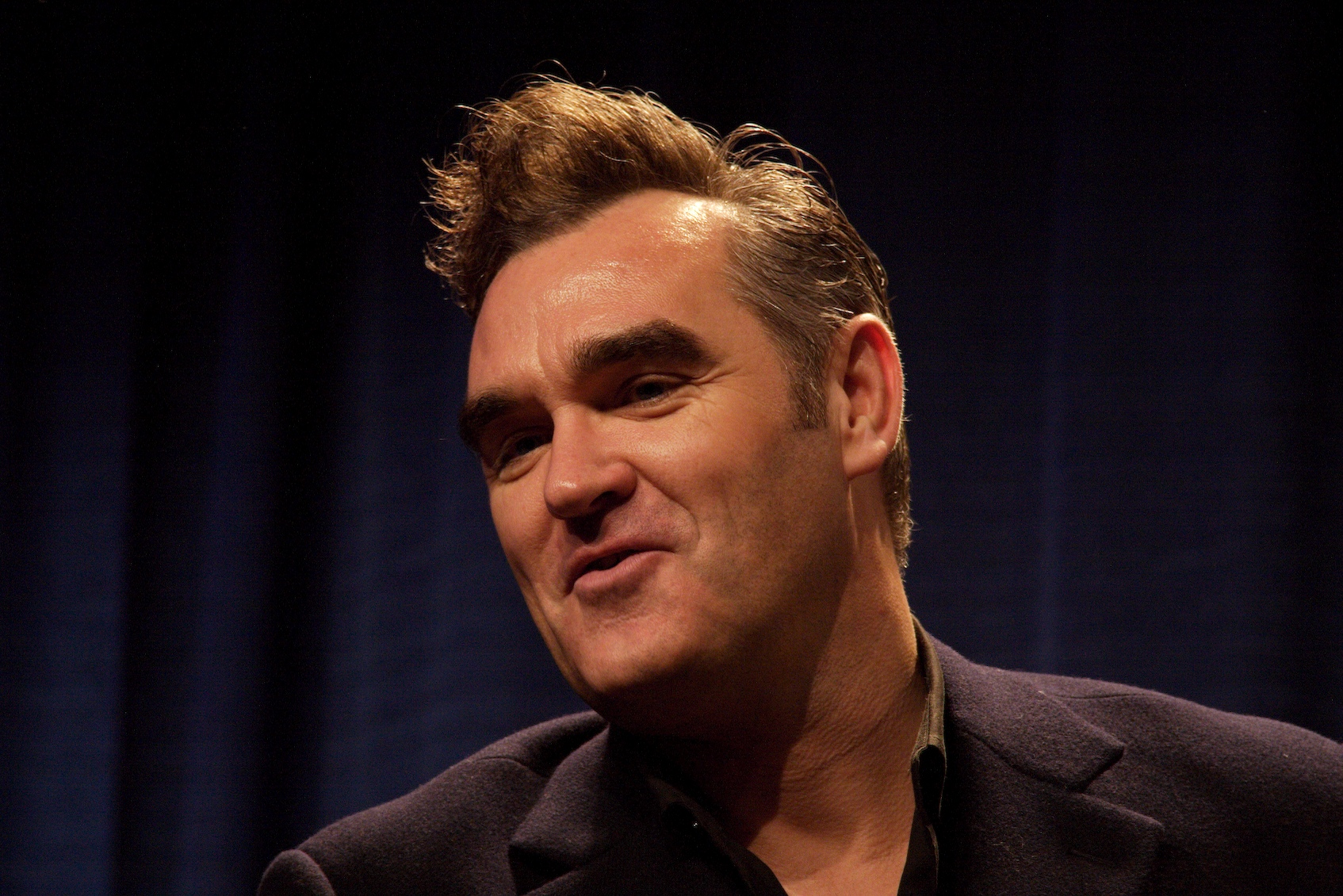
Morrissry el 2006

Simpson va declarar que Morrissey tenia un seguiment global de fans que no tenia rival en la seva devoció pel cantant, caracteritzant això com "el tipus de devoció que només les estrelles mortes demanen" normalment. Els fans de Morrissey s'han descrit com un dels més dedicats del pop i el rock. La revista musical NME considera que Morrissey és "un dels artistes més influents de la història", mentre que The Independent diu: "La majoria de les estrelles del pop han de morir abans d'arribar a l'estatus emblemàtic que ha assolit en vida". Segons Bret., la base de fans de Morrissey "va seguir religiosament tots els seus esculls i triomfs". Simpson va destacar un exemple durant el tram nord-americà de la gira Malajusted de Morrissey de 1996 en què els joves van demanar al cantant que els signés un autògraf al coll, que posteriorment s'havien tatuat permanentment a la pell. Rogan va comparar Morrissey amb el personatge de Wilde, Dorian Gray "al revés; mentre envelleix lentament, el seu públic segueix sent jove". Rogan també va assenyalar que mentre era a l'escenari, Morrissey "es delecta amb l'adoració messiànica" dels seus fans.
Poc després d'aconseguir la fama nacional, Morrissey es va convertir en una icona gai, amb Bret assenyalant que al començament de la seva carrera en solitari, Morrissey ja tenia un "seguidor gai massiu". Aquest desenvolupament va ser influenciat per l'especulació al voltant de la seva pròpia orientació sexual, les seves lletres que tractaven temes com el sexe per edats i els nois de lloguer, així com el gran ús que els Smith feien d'imatges gais i de campaments a les seves portades discogràfiques. Els seguidors gais de Morrissey no es van limitar als països occidentals, perquè també es va mantenir popular a la comunitat gai japonesa.
Morrissey també té una important base de seguidors hispans, especialment a Mèxic i entre els mexicans americans (chicanos) a l'oest dels Estats Units. La seva música ha ressonat amb aquestes comunitats per les seves similituds amb el gènere musical tradicional mexicà de la ranchera, que gira al voltant del romanç, metàfores moroses i balades lentes. La popularitat de Morrissey entre els hispans va esdevenir un coneixement generalitzat després que va fer una gira per Amèrica Llatina per primera vegada l'any 2000. Chuck del rockabilly de Morrissey eren vistes com un cop d'ull a la cultura greaser popular entre els llatins i que la seva condició de fill Klosterman, en un perfil del 2002 per a Spin que analitzava la relació de Morrissey amb la comunitat llatina, va teoritzar que les influènciesd'immigrants irlandesos a Anglaterra va ressonar entre les famílies immigrants de Los Angeles.
En nombroses ocasions, Morrissey ha reconegut la seva base de fans mexicans. Durant un concert de 1999 a Califòrnia, va dir: "M'agradaria haver nascut mexicà, però ara és massa tard per a això". Va llançar la cançó "Mèxic" el 2004, que contenia lletres que condemnaven el privilegi dels blancs. La pel·lícula "25 Live" evidencia un seguiment particularment fort entre els fans llatins/chicanos del cantant. Una banda tribut anomenada Mexrrissey interpreta covers de Morrissey en directe traduïdes a l'espanyol. La pel·lícula de Marvel del 2018 "Ant-Man and the Wasp" conté una escena en què el personatge Luis parla de com la seva àvia tenia una màquina de discos que "només interpretava Morrissey" a causa de l'amor dels llatins per la seva música. El director Peyton Reed va assenyalar que es tractava d'un "detall divertit, realment específic, realista".
Existeixen diversos llocs de fans de Morrissey. A principis dels anys 2000, Morrissey va emetre una notificació de "cessament i desistiment" contra el lloc web de fans Morrissey-Solo per haver publicat afirmacions, mai provades, que Morrissey no havia pagat als membres del seu personal de gira. L'any 2011, va emetre una prohibició per vida dels concerts contra el propietari del lloc que, segons es va afirmar, havia causat "angoixa intencionada a la banda de Morrissey i Morrissey" durant molts anys. Un altre lloc de fans, True-To-You, té una estreta relació amb Morrissey i va funcionar com el seu lloc web oficial per a les declaracions fins al maig de 2017. L'abril de 2018, Morrissey va llançar el seu propi lloc web, Morrissey Central.

## Influència
Morrissey és habitualment conegut com un artista influent, tant en la seva carrera en solitari com amb els Smith. La BBC s'ha referit a ell com "una de les figures més influents de la història del pop britànic", i NME va nomenar els Smith com "l'artista més influent de sempre" en una enquesta de 2002, fins i tot encapçalant els Beatles. Rolling Stone, nomenant-lo un dels cantants més grans de tots els temps en una enquesta del 2014, va assenyalar que el seu "rebuig de les convencions" en el seu estil vocal i lletres és el motiu "per què va redefinir el so del rock britànic durant el darrer quart de segle". La influència perdurable de Morrissey s'ha atribuït al seu enginy, la "capacitat infinita d'interpretació" a les seves lletres, i la seva atractiu a la "constante mirada del melic, la reflexió, el solipsisme" de generacions de "jovens sense drets", oferint inusualment íntim " companyonia" a una àmplia demografia. Paul A. Woods va descriure Morrissey com "l'estrella de rock 'n' roll més improbable de Gran Bretanya en diverses dècades", assenyalant que, alhora, també era "la més essencial". Bret el va descriure com "probablement el lletrista més imaginatiu i dotat intel·lectualment de la seva generació", enumerant-lo al costat de Leonard Cohen, Bob Dylan i Jacques Brel com un dels "monstres sacrés".
| « | Liberal, solitari, però combatiu, declaradament celibat, amb un menyspreu gairebé purità pel glamur barat i armat amb un interès profundament insalubre pel llenguatge, l'enginy i les idees. Morrissey va aconseguir pervertir la música pop durant un temps i convertir-la en el més absurd de les coses. Alguns es van emocionar en parlar de quant li devia Morrissey a aquell cantant de torxes i humorista de peu angloirlandès del segle XIX Oscar Wilde, la "primera estrella del pop". Sens dubte, el pobre Oscar no va ser més que un primer prototip fallit i una mica amb sobrepès per a Morrissey. | » |

— Mark Simpson, 2004.
El periodista Mark Simpson anomena Morrissey "un dels més grans lletrista de pop -i probablement el més gran lletrista del desig- que mai ha gemegat" i observa que "està plenament present en les seves cançons com pocs altres artistes, d'una manera que els fans ho fan. de la majoria dels altres intèrprets... no toleraria ni un moment." Simpson també argumenta que "Després de Morrissey no hi podria haver més estrelles del pop. El seu era un acte impossible de seguir... [el seu] coneixement inigualable de el cànon pop, la seva imaginació inigualable del que podria significar ser una estrella del pop i la seva ambició perversa per convertir-lo en un gran art, només podien esgotar la forma per sempre".
El 2006, Morrissey va ser votat com la segona icona britànica més gran en una enquesta realitzada pel Culture Show de la BBC. "The All Music Guide to Rock" afirma que les "preocupacions líriques" de Morrissey, particularment els temes que tracten la identitat anglesa, van resultar extremadament influents en els artistes posteriors. El periodista Phillip Collins també el va descriure com una gran influència en la música moderna i "el millor lletrista britànic que es recordi". El 1998 va rebre un premi Ivor Novello per la seva contribució destacada a la música britànica de l'Acadèmia Britànica de Compositors, Compositors i Autors. L'any 2002, NME, en aquest moment un crític de Morrissey, no obstant això, el va considerar l'"artista més influent de sempre". El 2004, Q li va donar el seu premi al millor compositor.

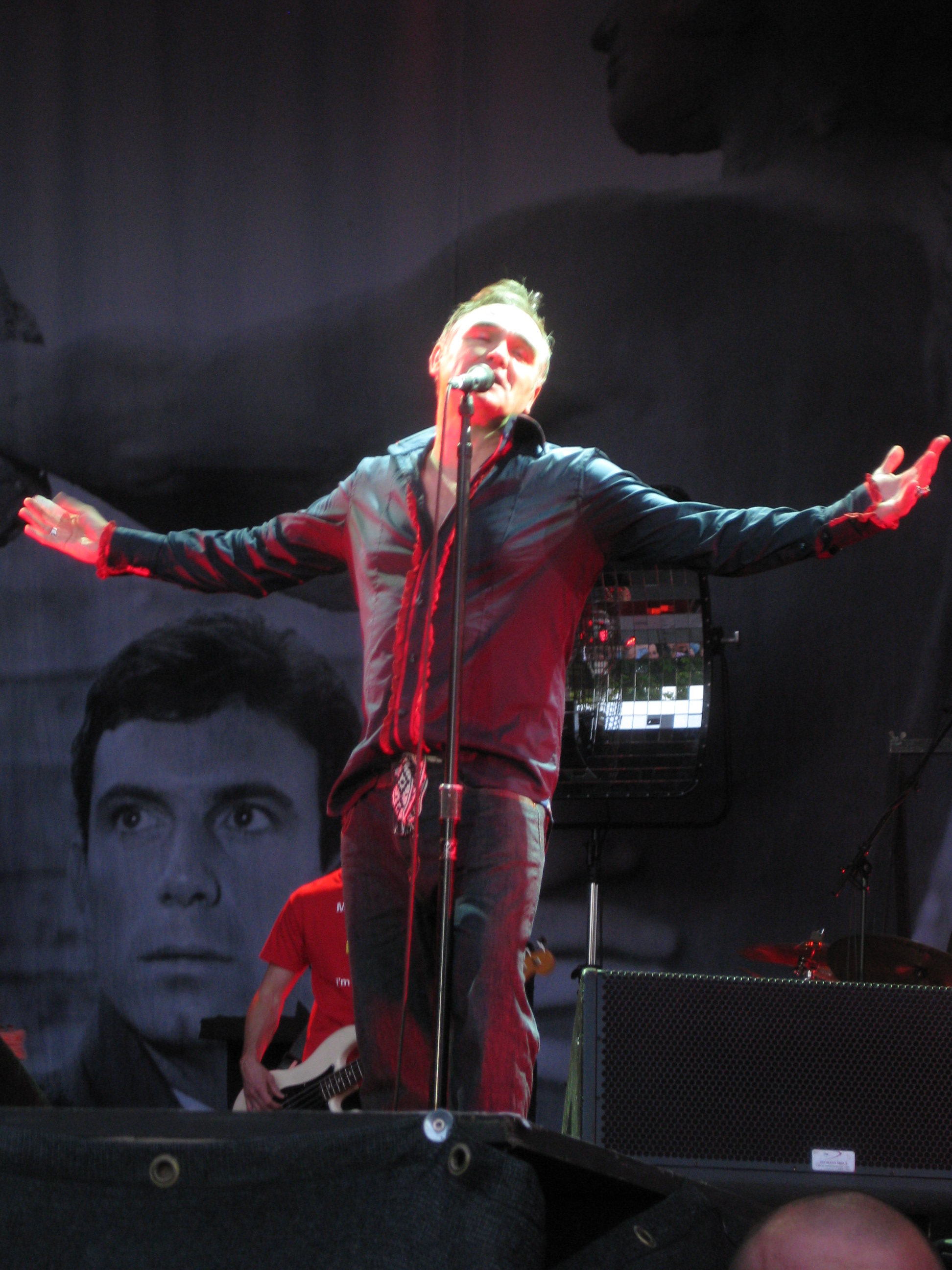
Morrissey actuant el 2011 al Zitadelle Spandau a Berlín

El novembre de 2008, la revista Rolling Stone va classificar Morrissey com el 92è dels "100 millors cantants de tots els temps". La llista va ser compilada a partir de les paperetes emeses per un panel de 179 "experts en música", com Bruce Springsteen, Alicia Keys i Bono, als quals se'ls va demanar que nomenessin els seus 20 vocalistes preferits.
Altres estudiosos han respost favorablement al treball de Morrissey, incloent simposis acadèmics a diverses universitats, com ara la Universitat de Limerick i la Universitat Metropolitana de Manchester. Gavin Hopps, becari d'investigació i estudiós literari de la Universitat de St Andrews, va escriure un estudi acadèmic complet de l'obra de Morrissey, qualificant-lo de comparable a Oscar Wilde, John Betjeman i Philip Larkin, i assenyalant similituds entre Morrissey i Samuel Beckett.
El British Food Journal va publicar un article el 2008 que aplicava la lletra de Morrissey per construir relacions comercials positives. El 2011 es va publicar un llibre d'assajos acadèmics editat per Eoin Devereux, Aileen Dillane i Martin Power, Morrissey: Fandom, Representations and Identities, que se centra en la carrera en solitari de Morrissey.
Se'l considera un innovador important en l'escena de la música indie; mentre que el 2004, Pitchfork Media el va anomenar "una de les figures més singulars de la cultura popular occidental dels darrers vint anys". Un crític de Los Angeles Times. va escriure que Morrissey "va patentar la plantilla per al rock indie modern" i que moltes bandes que toquen al Coachella Valley Music and Arts Festival "no hi serien, o almenys, no sonarian igual, si no fos per ell". De la mateixa manera, el crític Steven Wells va anomenar Morrissey "l'home que més o menys va inventar l'indie" i un artista "que més que ningú personifica" la cultura indie. Stephen Thomas Erlewine d'Allmusic escriu que els Smiths i Morrissey "van inspirar totes les bandes destacades" a l'era del britpop, incloent Suede, Blur, Oasis i Pulp. Altres artistes importants com Jeff Buckley i Thom Yorke també han estat influenciats per Morrissey.
Colin Meloy dels The Decemberists, que va gravar un EP de versions de Morrissey el 2005 titulat Colin Meloy Sings Morrissey, va reconèixer la influència de Morrissey en la seva composició: "Podeu gaudir d'aquest resplendor de narcisisme fatalista, o podríeu pensar que era divertit. Sempre vaig pensar. va ser una dinàmica interessant en la seva composició, i només puc aspirar a tenir aquest tipus de dinàmica a les meves cançons". Brandon Flowers del grup de rock nord-americà The Killers ha revelat la seva admiració per Morrissey en diverses ocasions i admet que el seu interès per escriure cançons sobre assassinats com "Jenny Was a Friend of Mine" i "Midnight Show" es remunta a Morrissey cantant sobre l'amor. "el romanç del crim" a la cançó "Sister I'm a Poet". Es va citar que Flowers va dir: "Vaig estudiar molt aquesta línia. I està una mica incrustada en mi". Noel Gallagher va anomenar Morrissey "el millor lletrista que he sentit mai".
Una pel·lícula biogràfica del 2017 sobre els primers anys de Morrissey, titulada "England Is Mine", va ser escrita i dirigida per Mark Gill i protagonitzada per Jack Lowden. La pel·lícula, que protagonitza Jessica Brown Findlay, es va estrenar a la gala de clausura del Festival de Cinema d'Edimburg el 2 de juliol de 2017 i es va estrenar àmpliament al Regne Unit i als Estats Units l'agost de 2017.
En un episodi d'abril de 2021 dels Simpson titulat "Panic on the Streets of Springfield", Morrissey va inspirar el personatge de paròdia de Quilloughby. Amb la veu de Benedict Cumberbatch, Quilloughby és representat com un producte romàntic de la imaginació de Lisa Simpson. Té el seu somni trencat quan descobreix que s'ha convertit en un líder gris i amb sobrepès que menja carn amb opinions anti-immigrants. L'episodi va ser criticat per Morrissey perquè es basava en la "completa ignorància".

## Premis i nominacions
Premis Brit
| Any  | Nominat     | Premi                   | Resultat |
| ---- | ----------- | ----------------------- | -------- |
| 1995 | A si mateix | Millor masculí britànic | Nominat  |
| 2005 | A si mateix | Millor masculí britànic | Nominat  |

GAFFA Awards
| Any  | Nominat     | Premi                      | Resultat  |
| ---- | ----------- | -------------------------- | --------- |
| 2005 | A si mateix | Cantant estranger de l'any | Guanyador |
| 2007 | A si mateix | Cantant estranger de l'any | Nominat   |

Premis Grammy
| Any  | Nominat      | Premi                              | Resultat |
| ---- | ------------ | ---------------------------------- | -------- |
| 1993 | Your Arsenal | Millor àlbum de música alternativa | Nominat  |

Ivor Novello Awards
| Any  | Nominat     | Premi                                       | Resultat  |
| ---- | ----------- | ------------------------------------------- | --------- |
| 1998 | A si mateix | Contribució destacada a la música britànica | Guanyador |

Lunas del Auditorio
| Any  | Nominat     | Premi                            | Resultat |
| ---- | ----------- | -------------------------------- | -------- |
| 2007 | A si mateix | Millor artista de rock estranger | Nominat  |

Premis MOJO
| Any  | Nominat     | Premi            | Resultat  |
| ---- | ----------- | ---------------- | --------- |
| 2004 | A si mateix | Premi Icon       | Guanyador |
| 2005 | A si mateix | Premi Inspiració | Nominat   |

Meteor Music Awards
| Any  | Nominat     | Premi                        | Resultat  |
| ---- | ----------- | ---------------------------- | --------- |
| 2005 | a si mateix | Millor Internacional Masculí | Guanyador |
| 2010 | a si mateix | Millor Internacional Masculí | Nominat   |

Premis NME
| Any  | Nominat                                   | Premi                         | Resultat  |
| ---- | ----------------------------------------- | ----------------------------- | --------- |
| 1984 | a si mateix                               | Millor compositor             | Guanyador |
| 1985 | a si mateix                               | Millor compositor             | Guanyador |
| 1985 | a si mateix                               | Millor vestuari               | Guanyador |
| 1985 | a si mateix                               | Millor tallat de cabells      | Guanyador |
| 1985 | a si mateix                               | Millor cantant masculí        | Guanyador |
| 1986 | a si mateix                               | Millor cantant masculí        | Guanyador |
| 1986 | a si mateix                               | L'ésser humà més meravellós   | Guanyador |
| 1987 | a si mateix                               | L'ésser humà més meravellós   | Guanyador |
| 1987 | a si mateix                               | illor cantant masculi         | Guanyador |
| 1987 | a si mateix                               | Safe Sex                      | Guanyador |
| 1988 | a si mateix                               | Portada NME preferida de 1988 | Guanyador |
| 1988 | a si mateix                               | L'ésser humà més meravellós   | Guanyador |
| 1988 | a si mateix                               | Millor artista solista        | Guanyador |
| 1989 | a si mateix                               | Millor artista solista        | Guanyador |
| 1990 | a si mateix                               | Millor artista solista        | Guanyador |
| 1991 | a si mateix                               | Millor artista solista        | Guanyador |
| 1992 | a si mateix                               | Millor artista solista        | Guanyador |
| 2005 | a si mateix                               | Millor artista solista        | Nominat   |
| 2005 | a si mateix                               | Heroi de l'any                | Nominat   |
| 2005 | a si mateix                               | L'home més calent             | Nominat   |
| 2006 | Morrissey: Qui va posar la M a Manchester | Millor Musica en DVD          | Nominat   |

Premis PLUG
| Any  | Nominat                                   | Premi                         | Resultat |
| ---- | ----------------------------------------- | ----------------------------- | -------- |
| 2006 | Morrissey: Qui va posar la M a Manchester | Millor DVD de música de l'any | Nominat  |

Premis Pollstar Concert Industry
| Any  | Nominat    | Premi                             | Resultat | Ref.    |
| ---- | ---------- | --------------------------------- | -------- | ------- |
| 1987 | The Smiths | Visita de la Sala Petita de l'Any | Nominat  | [ 464 ] |

Premis Q
| Any  | Nominat                     | Premi              | Resultat  |
| ---- | --------------------------- | ------------------ | --------- |
| 1994 | a si mateix                 | Q Premi Compositor | Guanyador |
| 2004 | "Sang irlandès, cor anglès" | Millor Track       | Nominat   |

Enquesta musical dels premis Rober
| Any  | Nominat               | Premi                    | Resultat  |
| ---- | --------------------- | ------------------------ | --------- |
| 2013 | "Satèl·lit de l'amor" | Millor versió de portada | Nominat   |
| 2014 | A si mateix           | Tornada de l'any         | Guanyador |

## Discografia
- Viva Hate (1988)
- Kill Uncle (1991)
- Your Arsenal (1992)
- Vauxhall And I (1994)
- Southpaw Grammar (1995)
- Maladjusted (1997)
- You Are The Quarry (2004)
- Ringleader of The Tormentos (2006)
- Years of Refusal (2009)
- World Peace is None of Your Business (2014)